# Lista di asteroidi (4001-5000)
Di seguito una lista di asteroidi dal numero 4001 al 5000 con data di scoperta e scopritore.

## 4001-4100
| Nome                   | Designazione provvisoria | Data di scoperta  | Scopritore                                             |
| ---------------------- | ------------------------ | ----------------- | ------------------------------------------------------ |
| 4001 Ptolemaeus        | 1949 PV                  | 2 agosto 1949     | K. Reinmuth                                            |
| 4002 Shinagawa         | 1950 JB                  | 14 maggio 1950    | K. Reinmuth                                            |
| 4003 Schumann          | 1964 ED                  | 8 marzo 1964      | F. Börngen                                             |
| 4004 Listʹev           | 1971 SN1                 | 16 settembre 1971 | Osservatorio astrofisico della Crimea                  |
| 4005 Dyagilev          | 1972 TC2                 | 8 ottobre 1972    | L. V. Zhuravleva                                       |
| 4006 Sandler           | 1972 YR                  | 29 dicembre 1972  | T. M. Smirnova                                         |
| 4007 Euryalos          | 1973 SR                  | 19 settembre 1973 | C. J. van Houten, I. van Houten-Groeneveld, T. Gehrels |
| 4008 Corbin            | 1977 BY                  | 22 gennaio 1977   | Felix Aguilar Observatory                              |
| 4009 Drobyshevskij     | 1977 EN1                 | 13 marzo 1977     | N. S. Chernykh                                         |
| 4010 Nikolʹskij        | 1977 QJ2                 | 21 agosto 1977    | N. S. Chernykh                                         |
| 4011 Bakharev          | 1978 SC6                 | 28 settembre 1978 | N. S. Chernykh                                         |
| 4012 Geballe           | 1978 VK9                 | 7 novembre 1978   | E. F. Helin, S. J. Bus                                 |
| 4013 Ogiria            | 1979 OM15                | 21 luglio 1979    | N. S. Chernykh                                         |
| 4014 Heizman           | 1979 SG10                | 28 settembre 1979 | N. S. Chernykh                                         |
| 4015 Wilson-Harrington | 1979 VA                  | 15 novembre 1979  | E. F. Helin                                            |
| 4016 Sambre            | 1979 XK                  | 15 dicembre 1979  | H. Debehogne, E. R. Netto                              |
| 4017 Disneya           | 1980 DL5                 | 21 febbraio 1980  | L. G. Karachkina                                       |
| 4018 Bratislava        | 1980 YM                  | 30 dicembre 1980  | A. Mrkos                                               |
| 4019 Klavetter         | 1981 EK14                | 1 marzo 1981      | S. J. Bus                                              |
| 4020 Dominique         | 1981 ET38                | 1 marzo 1981      | S. J. Bus                                              |
| 4021 Dancey            | 1981 QD2                 | 30 agosto 1981    | E. Bowell                                              |
| 4022 Nonna             | 1981 TL4                 | 8 ottobre 1981    | L. I. Chernykh                                         |
| 4023 Jarník            | 1981 UN                  | 25 ottobre 1981   | L. Brožek                                              |
| 4024 Ronan             | 1981 WQ                  | 24 novembre 1981  | E. Bowell                                              |
| 4025 Ridley            | 1981 WU                  | 24 novembre 1981  | E. Bowell                                              |
| 4026 Beet              | 1982 BU1                 | 30 gennaio 1982   | E. Bowell                                              |
| 4027 Mitton            | 1982 DN                  | 21 febbraio 1982  | E. Bowell                                              |
| 4028 Pancratz          | 1982 DV2                 | 18 febbraio 1982  | L. G. Taff                                             |
| 4029 Bridges           | 1982 KC1                 | 24 maggio 1982    | C. S. Shoemaker                                        |
| 4030 Archenhold        | 1984 EO1                 | 2 marzo 1984      | H. Debehogne                                           |
| 4031 Mueller           | 1985 CL                  | 12 febbraio 1985  | C. S. Shoemaker                                        |
| 4032 Chaplygin         | 1985 UT4                 | 22 ottobre 1985   | L. V. Zhuravleva                                       |
| 4033 Yatsugatake       | 1986 FA                  | 16 marzo 1986     | M. Inoue, O. Muramatsu                                 |
| 4034 Vishnu            | 1986 PA                  | 2 agosto 1986     | E. F. Helin                                            |
| 4035 Thestor           | 1986 WD                  | 22 novembre 1986  | K. Suzuki, T. Urata                                    |
| 4036 Whitehouse        | 1987 DW5                 | 21 febbraio 1987  | H. Debehogne                                           |
| 4037 Ikeya             | 1987 EC                  | 2 marzo 1987      | K. Suzuki, T. Urata                                    |
| 4038 Kristina          | 1987 QH2                 | 21 agosto 1987    | E. W. Elst                                             |
| 4039 Souseki           | 1987 SH                  | 17 settembre 1987 | T. Seki                                                |
| 4040 Purcell           | 1987 SN1                 | 21 settembre 1987 | E. Bowell                                              |
| 4041 Miyamotoyohko     | 1988 DN1                 | 19 febbraio 1988  | T. Kojima                                              |
| 4042 Okhotsk           | 1989 AT1                 | 15 gennaio 1989   | K. Endate, K. Watanabe                                 |
| 4043 Perolof           | 1175 T-3                 | 17 ottobre 1977   | C. J. van Houten, I. van Houten-Groeneveld, T. Gehrels |
| 4044 Erikhøg           | 5142 T-3                 | 16 ottobre 1977   | C. J. van Houten, I. van Houten-Groeneveld, T. Gehrels |
| 4045 Lowengrub         | 1953 RG                  | 9 settembre 1953  | Università dell'Indiana                                |
| 4046 Swain             | 1953 TV                  | 7 ottobre 1953    | Università dell'Indiana                                |
| 4047 Chang'E           | 1964 TT2                 | 8 ottobre 1964    | Purple Mountain Observatory                            |
| 4048 Samwestfall       | 1964 UC                  | 30 ottobre 1964   | Università dell'Indiana                                |
| 4049 Noragalʹ          | 1973 QD2                 | 31 agosto 1973    | T. M. Smirnova                                         |
| 4050 Mebailey          | 1976 SF                  | 20 settembre 1976 | C.-I. Lagerkvist, H. Rickman                           |
| 4051 Hatanaka          | 1978 VP                  | 1 novembre 1978   | K. Tomita                                              |
| 4052 Crovisier         | 1981 DP2                 | 28 febbraio 1981  | S. J. Bus                                              |
| 4053 Cherkasov         | 1981 TQ1                 | 2 ottobre 1981    | L. V. Zhuravleva                                       |
| 4054 Turnov            | 1983 TL                  | 5 ottobre 1983    | A. Mrkos                                               |
| 4055 Magellan          | 1985 DO2                 | 24 febbraio 1985  | E. F. Helin                                            |
| 4056 Timwarner         | 1985 FZ1                 | 22 marzo 1985     | E. Bowell                                              |
| 4057 Demophon          | 1985 TQ                  | 15 ottobre 1985   | E. Bowell                                              |
| 4058 Cecilgreen        | 1986 JV                  | 4 maggio 1986     | E. Bowell                                              |
| 4059 Balder            | 1987 SB5                 | 29 settembre 1987 | P. Jensen                                              |
| 4060 Deipylos          | 1987 YT1                 | 17 dicembre 1987  | E. W. Elst, G. Pizarro                                 |
| 4061 Martelli          | 1988 FF3                 | 19 marzo 1988     | W. Ferreri                                             |
| 4062 Schiaparelli      | 1989 BF                  | 28 gennaio 1989   | Osservatorio San Vittore                               |
| 4063 Euforbo           | 1989 CG2                 | 1 febbraio 1989   | Osservatorio San Vittore                               |
| 4064 Marjorie          | 2126 P-L                 | 24 settembre 1960 | C. J. van Houten, I. van Houten-Groeneveld, T. Gehrels |
| 4065 Meinel            | 2820 P-L                 | 24 settembre 1960 | C. J. van Houten, I. van Houten-Groeneveld, T. Gehrels |
| 4066 Haapavesi         | 1940 RG                  | 7 settembre 1940  | H. Alikoski                                            |
| 4067 Mikhelʹson        | 1966 TP                  | 11 ottobre 1966   | N. S. Chernykh                                         |
| 4068 Menestheus        | 1973 SW                  | 19 settembre 1973 | C. J. van Houten, I. van Houten-Groeneveld, T. Gehrels |
| 4069 Blakee            | 1978 VL7                 | 7 novembre 1978   | E. F. Helin, S. J. Bus                                 |
| 4070 Rozov             | 1980 RS2                 | 8 settembre 1980  | L. V. Zhuravleva                                       |
| 4071 Rostovdon         | 1981 RD2                 | 7 settembre 1981  | L. G. Karachkina                                       |
| 4072 Yayoi             | 1981 UJ4                 | 30 ottobre 1981   | H. Kosai, K. Hurukawa                                  |
| 4073 Ruianzhongxue     | 1981 UE10                | 23 ottobre 1981   | Purple Mountain Observatory                            |
| 4074 Sharkov           | 1981 UN11                | 22 ottobre 1981   | N. S. Chernykh                                         |
| 4075 Sviridov          | 1982 TL1                 | 14 ottobre 1982   | L. G. Karachkina                                       |
| 4076 Dörffel           | 1982 UF4                 | 19 ottobre 1982   | F. Börngen                                             |
| 4077 Asuka             | 1982 XV1                 | 13 dicembre 1982  | H. Kosai, K. Hurukawa                                  |
| 4078 Polakis           | 1983 AC                  | 9 gennaio 1983    | B. A. Skiff                                            |
| 4079 Britten           | 1983 CS                  | 15 febbraio 1983  | E. Bowell                                              |
| 4080 Galinskij         | 1983 PW                  | 4 agosto 1983     | L. G. Karachkina                                       |
| 4081 Tippett           | 1983 RC2                 | 14 settembre 1983 | E. Bowell                                              |
| 4082 Swann             | 1984 SW3                 | 27 settembre 1984 | C. S. Shoemaker                                        |
| 4083 Jody              | 1985 CV                  | 12 febbraio 1985  | C. S. Shoemaker                                        |
| 4084 Hollis            | 1985 GM                  | 14 aprile 1985    | E. Bowell                                              |
| 4085 Weir              | 1985 JR                  | 13 maggio 1985    | C. S. Shoemaker                                        |
| 4086 Podalirius        | 1985 VK2                 | 9 novembre 1985   | L. V. Zhuravleva                                       |
| 4087 Pärt              | 1986 EM1                 | 5 marzo 1986      | E. Bowell                                              |
| 4088 Baggesen          | 1986 GG                  | 3 aprile 1986     | P. Jensen                                              |
| 4089 Galbraith         | 1986 JG                  | 2 maggio 1986     | INAS                                                   |
| 4090 Říšehvězd         | 1986 RH1                 | 2 settembre 1986  | A. Mrkos                                               |
| 4091 Lowe              | 1986 TL2                 | 7 ottobre 1986    | E. Bowell                                              |
| 4092 Tyr               | 1986 TJ4                 | 8 ottobre 1986    | P. Jensen                                              |
| 4093 Bennett           | 1986 VD                  | 4 novembre 1986   | R. H. McNaught                                         |
| 4094 Aoshima           | 1987 QC                  | 26 agosto 1987    | M. Kizawa, W. Kakei                                    |
| 4095 Ishizuchisan      | 1987 SG                  | 16 settembre 1987 | T. Seki                                                |
| 4096 Kushiro           | 1987 VC                  | 15 novembre 1987  | S. Ueda, H. Kaneda                                     |
| 4097 Tsurugisan        | 1987 WW                  | 18 novembre 1987  | T. Seki                                                |
| 4098 Thraen            | 1987 WQ1                 | 26 novembre 1987  | F. Börngen                                             |
| 4099 Wiggins           | 1988 AB5                 | 13 gennaio 1988   | H. Debehogne                                           |
| 4100 Sumiko            | 1988 BF                  | 16 gennaio 1988   | T. Hioki, N. Kawasato                                  |

## 4101-4200
| Nome              | Designazione provvisoria | Data di scoperta  | Scopritore                                             |
| ----------------- | ------------------------ | ----------------- | ------------------------------------------------------ |
| 4101 Ruikou       | 1988 CE                  | 8 febbraio 1988   | T. Seki                                                |
| 4102 Gergana      | 1988 TE3                 | 15 ottobre 1988   | V. G. Ivanova                                          |
| 4103 Chahine      | 1989 EB                  | 4 marzo 1989      | E. F. Helin                                            |
| 4104 Alu          | 1989 ED                  | 5 marzo 1989      | E. F. Helin                                            |
| 4105 Tsia         | 1989 EK                  | 5 marzo 1989      | E. F. Helin                                            |
| 4106 Nada         | 1989 EW                  | 6 marzo 1989      | T. Nomura, K. Kawanishi                                |
| 4107 Rufino       | 1989 GT                  | 7 aprile 1989     | E. F. Helin                                            |
| 4108 Rakos        | 3439 T-3                 | 16 ottobre 1977   | C. J. van Houten, I. van Houten-Groeneveld, T. Gehrels |
| 4109 Anokhin      | 1969 OW                  | 17 luglio 1969    | B. A. Burnasheva                                       |
| 4110 Keats        | 1977 CZ                  | 13 febbraio 1977  | E. Bowell                                              |
| 4111 Lamy         | 1981 EN12                | 1 marzo 1981      | S. J. Bus                                              |
| 4112 Hrabal       | 1981 ST                  | 25 settembre 1981 | M. Mahrová                                             |
| 4113 Rascana      | 1982 BQ                  | 18 gennaio 1982   | E. Bowell                                              |
| 4114 Jasnorzewska | 1982 QB1                 | 19 agosto 1982    | Z. Vávrová                                             |
| 4115 Peternorton  | 1982 QS3                 | 29 agosto 1982    | N. S. Chernykh                                         |
| 4116 Elachi       | 1982 SU                  | 20 settembre 1982 | E. F. Helin                                            |
| 4117 Wilke        | 1982 SU3                 | 24 settembre 1982 | F. Börngen                                             |
| 4118 Sveta        | 1982 TH3                 | 15 ottobre 1982   | L. V. Zhuravleva                                       |
| 4119 Miles        | 1983 BE                  | 16 gennaio 1983   | E. Bowell                                              |
| 4120 Denoyelle    | 1985 RS4                 | 14 settembre 1985 | H. Debehogne                                           |
| 4121 Carlin       | 1986 JH                  | 2 maggio 1986     | INAS                                                   |
| 4122 Ferrari      | 1986 OA                  | 28 luglio 1986    | Osservatorio San Vittore                               |
| 4123 Tarsila      | 1986 QP1                 | 27 agosto 1986    | H. Debehogne                                           |
| 4124 Herriot      | 1986 SE                  | 29 settembre 1986 | Z. Vávrová                                             |
| 4125 Lew Allen    | 1987 MO                  | 28 giugno 1987    | E. F. Helin                                            |
| 4126 Mashu        | 1988 BU                  | 19 gennaio 1988   | K. Endate, K. Watanabe                                 |
| 4127 Kyogoku      | 1988 BA2                 | 25 gennaio 1988   | S. Ueda, H. Kaneda                                     |
| 4128 UKSTU        | 1988 BM5                 | 28 gennaio 1988   | R. H. McNaught                                         |
| 4129 Richelen     | 1988 DM                  | 22 febbraio 1988  | R. H. McNaught                                         |
| 4130 Ramanujan    | 1988 DQ1                 | 17 febbraio 1988  | R. Rajamohan                                           |
| 4131 Stasik       | 1988 DR4                 | 23 febbraio 1988  | A. J. Noymer                                           |
| 4132 Bartók       | 1988 EH                  | 12 marzo 1988     | J. Alu                                                 |
| 4133 Heureka      | 1942 DB                  | 17 febbraio 1942  | L. Oterma                                              |
| 4134 Schütz       | 1961 CR                  | 15 febbraio 1961  | F. Börngen                                             |
| 4135 Svetlanov    | 1966 PG                  | 14 agosto 1966    | L. I. Chernykh, T. M. Smirnova                         |
| 4136 Artmane      | 1968 FJ                  | 28 marzo 1968     | T. M. Smirnova                                         |
| 4137 Crabtree     | 1970 WC                  | 24 novembre 1970  | L. Kohoutek                                            |
| 4138 Kalchas      | 1973 SM                  | 19 settembre 1973 | C. J. van Houten, I. van Houten-Groeneveld, T. Gehrels |
| 4139 Ulʹyanin     | 1975 VE2                 | 2 novembre 1975   | T. M. Smirnova                                         |
| 4140 Branham      | 1976 VA                  | 11 novembre 1976  | Felix Aguilar Observatory                              |
| 4141 Nintanlena   | 1978 PG3                 | 8 agosto 1978     | N. S. Chernykh                                         |
| 4142 Dersu-Uzala  | 1981 KE                  | 28 maggio 1981    | Z. Vávrová                                             |
| 4143 Huziak       | 1981 QN1                 | 29 agosto 1981    | L. G. Taff                                             |
| 4144 Vladvasilʹev | 1981 SW6                 | 28 settembre 1981 | L. V. Zhuravleva                                       |
| 4145 Maximova     | 1981 SJ7                 | 29 settembre 1981 | L. V. Zhuravleva                                       |
| 4146 Rudolfinum   | 1982 DD2                 | 16 febbraio 1982  | L. Brožek                                              |
| 4147 Lennon       | 1983 AY                  | 12 gennaio 1983   | B. A. Skiff                                            |
| 4148 McCartney    | 1983 NT                  | 11 luglio 1983    | E. Bowell                                              |
| 4149 Harrison     | 1984 EZ                  | 9 marzo 1984      | B. A. Skiff                                            |
| 4150 Starr        | 1984 QC1                 | 31 agosto 1984    | B. A. Skiff                                            |
| 4151 Alanhale     | 1985 HV1                 | 24 aprile 1985    | C. S. Shoemaker, E. M. Shoemaker                       |
| 4152 Weber        | 1985 JF                  | 15 maggio 1985    | E. Bowell                                              |
| 4153 Roburnham    | 1985 JT1                 | 14 maggio 1985    | C. S. Shoemaker                                        |
| 4154 Rumsey       | 1985 NE                  | 10 luglio 1985    | A. C. Gilmore, P. M. Kilmartin                         |
| 4155 Watanabe     | 1987 UB1                 | 25 ottobre 1987   | S. Ueda, H. Kaneda                                     |
| 4156 Okadanoboru  | 1988 BE                  | 16 gennaio 1988   | T. Kojima                                              |
| 4157 Izu          | 1988 XD2                 | 11 dicembre 1988  | Y. Oshima                                              |
| 4158 Santini      | 1989 BE                  | 28 gennaio 1989   | Osservatorio San Vittore                               |
| 4159 Freeman      | 1989 GK                  | 5 aprile 1989     | E. F. Helin                                            |
| 4160 Sabrina-John | 1989 LE                  | 3 giugno 1989     | E. F. Helin                                            |
| 4161 Amasis       | 6627 P-L                 | 24 settembre 1960 | C. J. van Houten, I. van Houten-Groeneveld, T. Gehrels |
| 4162 SAF          | 1940 WA                  | 24 novembre 1940  | A. Patry                                               |
| 4163 Saaremaa     | 1941 HC                  | 19 aprile 1941    | L. Oterma                                              |
| 4164 Shilov       | 1969 UR                  | 16 ottobre 1969   | L. I. Chernykh                                         |
| 4165 Didkovskij   | 1976 GS3                 | 1 aprile 1976     | N. S. Chernykh                                         |
| 4166 Pontryagin   | 1978 SZ6                 | 26 settembre 1978 | L. V. Zhuravleva                                       |
| 4167 Riemann      | 1978 TQ7                 | 2 ottobre 1978    | L. V. Zhuravleva                                       |
| 4168 Millan       | 1979 EE                  | 6 marzo 1979      | Felix Aguilar Observatory                              |
| 4169 Celsius      | 1980 FO3                 | 16 marzo 1980     | C.-I. Lagerkvist                                       |
| 4170 Semmelweis   | 1980 PT                  | 6 agosto 1980     | Z. Vávrová                                             |
| 4171 Carrasco     | 1982 FZ1                 | 23 marzo 1982     | C. S. Shoemaker                                        |
| 4172 Rochefort    | 1982 FC3                 | 20 marzo 1982     | H. Debehogne                                           |
| 4173 Thicksten    | 1982 KG1                 | 27 maggio 1982    | C. S. Shoemaker                                        |
| 4174 Pikulia      | 1982 SB6                 | 16 settembre 1982 | L. I. Chernykh                                         |
| 4175 Billbaum     | 1985 GX                  | 15 aprile 1985    | E. Bowell                                              |
| 4176 Sudek        | 1987 DS                  | 24 febbraio 1987  | A. Mrkos                                               |
| 4177 Kohman       | 1987 SS1                 | 21 settembre 1987 | E. Bowell                                              |
| 4178 Mimeev       | 1988 EO1                 | 13 marzo 1988     | E. F. Helin                                            |
| 4179 Toutatis     | 1989 AC                  | 4 gennaio 1989    | C. Pollas                                              |
| 4180 Anaxagoras   | 6092 P-L                 | 24 settembre 1960 | C. J. van Houten, I. van Houten-Groeneveld, T. Gehrels |
| 4181 Kivi         | 1938 DK1                 | 24 febbraio 1938  | Y. Väisälä                                             |
| 4182 Mount Locke  | 1951 JQ                  | 2 maggio 1951     | McDonald Observatory                                   |
| 4183 Cuno         | 1959 LM                  | 5 giugno 1959     | C. Hoffmeister                                         |
| 4184 Berdyayev    | 1969 TJ1                 | 8 ottobre 1969    | L. I. Chernykh                                         |
| 4185 Phystech     | 1975 ED                  | 4 marzo 1975      | T. M. Smirnova                                         |
| 4186 Tamashima    | 1977 DT1                 | 18 febbraio 1977  | H. Kosai, K. Hurukawa                                  |
| 4187 Shulnazaria  | 1978 GR3                 | 11 aprile 1978    | N. S. Chernykh                                         |
| 4188 Kitezh       | 1979 HX4                 | 25 aprile 1979    | N. S. Chernykh                                         |
| 4189 Sayany       | 1979 SV9                 | 22 settembre 1979 | N. S. Chernykh                                         |
| 4190 Kvasnica     | 1980 JH                  | 11 maggio 1980    | L. Brožek                                              |
| 4191 Assesse      | 1980 KH                  | 22 maggio 1980    | H. Debehogne                                           |
| 4192 Breysacher   | 1981 DH                  | 28 febbraio 1981  | H. Debehogne, G. DeSanctis                             |
| 4193 Salanave     | 1981 SM1                 | 26 settembre 1981 | B. A. Skiff, N. G. Thomas                              |
| 4194 Sweitzer     | 1982 RE                  | 15 settembre 1982 | E. Bowell                                              |
| 4195 Esambaev     | 1982 SK8                 | 19 settembre 1982 | L. I. Chernykh                                         |
| 4196 Shuya        | 1982 SA13                | 16 settembre 1982 | L. I. Chernykh                                         |
| 4197 Morpheus     | 1982 TA                  | 11 ottobre 1982   | E. F. Helin, E. M. Shoemaker                           |
| 4198 Panthera     | 1983 CK1                 | 11 febbraio 1983  | N. G. Thomas                                           |
| 4199 Andreev      | 1983 RX2                 | 1 settembre 1983  | H. Debehogne                                           |
| 4200 Shizukagozen | 1983 WA                  | 28 novembre 1983  | Y. Banno, T. Urata                                     |

## 4201-4300
| Nome                | Designazione provvisoria | Data di scoperta  | Scopritore                                             |
| ------------------- | ------------------------ | ----------------- | ------------------------------------------------------ |
| 4201 Orosz          | 1984 JA1                 | 3 maggio 1984     | B. A. Skiff                                            |
| 4202 Minitti        | 1985 CB2                 | 12 febbraio 1985  | H. Debehogne                                           |
| 4203 Brucato        | 1985 FD3                 | 26 marzo 1985     | C. S. Shoemaker                                        |
| 4204 Barsig         | 1985 JG1                 | 11 maggio 1985    | C. S. Shoemaker                                        |
| 4205 David Hughes   | 1985 YP                  | 18 dicembre 1985  | E. Bowell                                              |
| 4206 Verulamium     | 1986 QL                  | 25 agosto 1986    | H. Debehogne                                           |
| 4207 Chernova       | 1986 RO2                 | 5 settembre 1986  | E. Bowell                                              |
| 4208 Kiselev        | 1986 RQ2                 | 6 settembre 1986  | E. Bowell                                              |
| 4209 Briggs         | 1986 TG4                 | 4 ottobre 1986    | E. F. Helin                                            |
| 4210 Isobelthompson | 1987 DY5                 | 21 febbraio 1987  | H. Debehogne                                           |
| 4211 Rosniblett     | 1987 RT                  | 12 settembre 1987 | H. Debehogne                                           |
| 4212 Sansyu-Asuke   | 1987 SB2                 | 28 settembre 1987 | K. Suzuki, T. Urata                                    |
| 4213 Njord          | 1987 ST4                 | 25 settembre 1987 | P. Jensen                                              |
| 4214 Veralynn       | 1987 UX4                 | 22 ottobre 1987   | L. V. Zhuravleva                                       |
| 4215 Kamo           | 1987 VE1                 | 14 novembre 1987  | S. Ueda, H. Kaneda                                     |
| 4216 Neunkirchen    | 1988 AF5                 | 14 gennaio 1988   | H. Debehogne                                           |
| 4217 Engelhardt     | 1988 BO2                 | 24 gennaio 1988   | C. S. Shoemaker                                        |
| 4218 Demottoni      | 1988 BK3                 | 16 gennaio 1988   | H. Debehogne                                           |
| 4219 Nakamura       | 1988 DB                  | 19 febbraio 1988  | M. Inoue, O. Muramatsu                                 |
| 4220 Flood          | 1988 DN                  | 22 febbraio 1988  | R. H. McNaught                                         |
| 4221 Picasso        | 1988 EJ                  | 13 marzo 1988     | J. Alu                                                 |
| 4222 Nancita        | 1988 EK1                 | 13 marzo 1988     | E. F. Helin                                            |
| 4223 Shikoku        | 1988 JM                  | 7 maggio 1988     | T. Seki                                                |
| 4224 Susa           | 1988 KG                  | 19 maggio 1988    | E. F. Helin                                            |
| 4225 Hobart         | 1989 BN                  | 31 gennaio 1989   | T. Hioki, N. Kawasato                                  |
| 4226 Damiaan        | 1989 RE                  | 1 settembre 1989  | E. W. Elst                                             |
| 4227 Kaali          | 1942 DC                  | 17 febbraio 1942  | L. Oterma                                              |
| 4228 Nemiro         | 1968 OC1                 | 25 luglio 1968    | G. A. Plyugin, Yu. A. Belyaev                          |
| 4229 Plevitskaya    | 1971 BK                  | 22 gennaio 1971   | L. I. Chernykh                                         |
| 4230 van den Bergh  | 1973 ST1                 | 19 settembre 1973 | C. J. van Houten, I. van Houten-Groeneveld, T. Gehrels |
| 4231 Fireman        | 1976 WD                  | 20 novembre 1976  | Harvard Observatory                                    |
| 4232 Aparicio       | 1977 CD                  | 13 febbraio 1977  | Felix Aguilar Observatory                              |
| 4233 Palʹchikov     | 1977 RO7                 | 11 settembre 1977 | N. S. Chernykh                                         |
| 4234 Evtushenko     | 1978 JT1                 | 6 maggio 1978     | N. S. Chernykh                                         |
| 4235 Tatishchev     | 1978 SL5                 | 27 settembre 1978 | L. I. Chernykh                                         |
| 4236 Lidov          | 1979 FV1                 | 23 marzo 1979     | N. S. Chernykh                                         |
| 4237 Raushenbakh    | 1979 SD4                 | 24 settembre 1979 | N. S. Chernykh                                         |
| 4238 Audrey         | 1980 GF                  | 13 aprile 1980    | A. Mrkos                                               |
| 4239 Goodman        | 1980 OE                  | 17 luglio 1980    | E. Bowell                                              |
| 4240 Grün           | 1981 EY20                | 2 marzo 1981      | S. J. Bus                                              |
| 4241 Pappalardo     | 1981 EX46                | 2 marzo 1981      | S. J. Bus                                              |
| 4242 Brecher        | 1981 FQ                  | 28 marzo 1981     | Harvard Observatory                                    |
| 4243 Nankivell      | 1981 GF1                 | 4 aprile 1981     | A. C. Gilmore, P. M. Kilmartin                         |
| 4244 Zakharchenko   | 1981 TO3                 | 7 ottobre 1981    | L. I. Chernykh                                         |
| 4245 Nairc          | 1981 UC10                | 29 ottobre 1981   | Purple Mountain Observatory                            |
| 4246 Telemann       | 1982 SY2                 | 24 settembre 1982 | F. Börngen                                             |
| 4247 Grahamsmith    | 1983 WC                  | 28 novembre 1983  | E. Bowell                                              |
| 4248 Ranald         | 1984 HX                  | 23 aprile 1984    | A. C. Gilmore, P. M. Kilmartin                         |
| 4249 Křemže         | 1984 SC2                 | 29 settembre 1984 | A. Mrkos                                               |
| 4250 Perun          | 1984 UG                  | 20 ottobre 1984   | Z. Vávrová                                             |
| 4251 Kavasch        | 1985 JK1                 | 11 maggio 1985    | C. S. Shoemaker                                        |
| 4252 Godwin         | 1985 RG4                 | 11 settembre 1985 | H. Debehogne                                           |
| 4253 Märker         | 1985 TN3                 | 11 ottobre 1985   | C. S. Shoemaker                                        |
| 4254 Kamél          | 1985 UT3                 | 24 ottobre 1985   | C.-I. Lagerkvist                                       |
| 4255 Spacewatch     | 1986 GW                  | 4 aprile 1986     | Spacewatch                                             |
| 4256 Kagamigawa     | 1986 TX                  | 3 ottobre 1986    | T. Seki                                                |
| 4257 Ubasti         | 1987 QA                  | 23 agosto 1987    | J. Mueller                                             |
| 4258 Ryazanov       | 1987 RZ2                 | 1 settembre 1987  | L. G. Karachkina                                       |
| 4259 McCoy          | 1988 SB3                 | 16 settembre 1988 | S. J. Bus                                              |
| 4260 Yanai          | 1989 AX                  | 4 gennaio 1989    | S. Ueda, H. Kaneda                                     |
| 4261 Gekko          | 1989 BJ                  | 28 gennaio 1989   | Y. Oshima                                              |
| 4262 DeVorkin       | 1989 CO                  | 5 febbraio 1989   | M. Arai, H. Mori                                       |
| 4263 Abashiri       | 1989 RL2                 | 7 settembre 1989  | M. Yanai, K. Watanabe                                  |
| 4264 Karljosephine  | 1989 TB                  | 2 ottobre 1989    | K. F. J. Cwach                                         |
| 4265 Kani           | 1989 TX                  | 8 ottobre 1989    | Y. Mizuno, T. Furuta                                   |
| 4266 Waltari        | 1940 YE                  | 28 dicembre 1940  | Y. Väisälä                                             |
| 4267 Basner         | 1971 QP                  | 18 agosto 1971    | T. M. Smirnova                                         |
| 4268 Grebenikov     | 1972 TW3                 | 5 ottobre 1972    | T. M. Smirnova                                         |
| 4269 Bogado         | 1974 FN                  | 22 marzo 1974     | C. Torres                                              |
| 4270 Juanvictoria   | 1975 TJ6                 | 1 ottobre 1975    | Felix Aguilar Observatory                              |
| 4271 Novosibirsk    | 1976 GQ6                 | 3 aprile 1976     | N. S. Chernykh                                         |
| 4272 Entsuji        | 1977 EG5                 | 12 marzo 1977     | H. Kosai, K. Hurukawa                                  |
| 4273 Dunhuang       | 1978 UU1                 | 29 ottobre 1978   | Purple Mountain Observatory                            |
| 4274 Karamanov      | 1980 RZ3                 | 6 settembre 1980  | N. S. Chernykh                                         |
| 4275 Bogustafson    | 1981 EW14                | 1 marzo 1981      | S. J. Bus                                              |
| 4276 Clifford       | 1981 XA                  | 2 dicembre 1981   | E. Bowell                                              |
| 4277 Holubov        | 1982 AF                  | 15 gennaio 1982   | A. Mrkos                                               |
| 4278 Harvey         | 1982 SF                  | 22 settembre 1982 | E. Bowell                                              |
| 4279 De Gasparis    | 1982 WB                  | 19 novembre 1982  | Osservatorio San Vittore                               |
| 4280 Simonenko      | 1985 PF2                 | 13 agosto 1985    | N. S. Chernykh                                         |
| 4281 Pounds         | 1985 TE1                 | 15 ottobre 1985   | E. Bowell                                              |
| 4282 Endate         | 1987 UQ1                 | 28 ottobre 1987   | S. Ueda, H. Kaneda                                     |
| 4283 Stöffler       | 1988 BZ                  | 23 gennaio 1988   | C. S. Shoemaker                                        |
| 4284 Kaho           | 1988 FL3                 | 16 marzo 1988     | S. Ueda, H. Kaneda                                     |
| 4285 Hulkower       | 1988 NH                  | 11 luglio 1988    | E. F. Helin                                            |
| 4286 Rubtsov        | 1988 PU4                 | 8 agosto 1988     | L. I. Chernykh                                         |
| 4287 Třísov         | 1989 RU2                 | 7 settembre 1989  | A. Mrkos                                               |
| 4288 Tokyotech      | 1989 TQ1                 | 8 ottobre 1989    | T. Kojima                                              |
| 4289 Biwako         | 1989 UA2                 | 29 ottobre 1989   | A. Sugie                                               |
| 4290 Heisei         | 1989 UK3                 | 30 ottobre 1989   | T. Seki                                                |
| 4291 Kodaihasu      | 1989 VH                  | 2 novembre 1989   | M. Arai, H. Mori                                       |
| 4292 Aoba           | 1989 VO                  | 4 novembre 1989   | M. Koishikawa                                          |
| 4293 Masumi         | 1989 VT                  | 1 novembre 1989   | Y. Oshima                                              |
| 4294 Horatius       | 4016 P-L                 | 24 settembre 1960 | C. J. van Houten, I. van Houten-Groeneveld, T. Gehrels |
| 4295 Wisse          | 6032 P-L                 | 24 settembre 1960 | C. J. van Houten, I. van Houten-Groeneveld, T. Gehrels |
| 4296 van Woerkom    | 1935 SA2                 | 28 settembre 1935 | H. van Gent                                            |
| 4297 Eichhorn       | 1938 HE                  | 19 aprile 1938    | W. Dieckvoss                                           |
| 4298 Jorgenúnez     | 1941 WA                  | 17 novembre 1941  | I. Pòlit                                               |
| 4299 WIYN           | 1952 QX                  | 28 agosto 1952    | Università dell'Indiana                                |
| 4300 Marg Edmondson | 1955 SG1                 | 18 settembre 1955 | Università dell'Indiana                                |

## 4301-4400
| Nome                | Designazione provvisoria | Data di scoperta  | Scopritore                                             |
| ------------------- | ------------------------ | ----------------- | ------------------------------------------------------ |
| 4301 Boyden         | 1966 PM                  | 7 agosto 1966     | Osservatorio Boyden                                    |
| 4302 Markeev        | 1968 HP                  | 22 aprile 1968    | T. M. Smirnova                                         |
| 4303 Savitskij      | 1973 SZ3                 | 25 settembre 1973 | L. V. Zhuravleva                                       |
| 4304 Geichenko      | 1973 SW4                 | 27 settembre 1973 | L. I. Chernykh                                         |
| 4305 Clapton        | 1976 EC                  | 7 marzo 1976      | Harvard Observatory                                    |
| 4306 Dunaevskij     | 1976 SZ5                 | 24 settembre 1976 | N. S. Chernykh                                         |
| 4307 Cherepashchuk  | 1976 UK2                 | 26 ottobre 1976   | T. M. Smirnova                                         |
| 4308 Magarach       | 1978 PL4                 | 9 agosto 1978     | N. S. Chernykh                                         |
| 4309 Marvin         | 1978 QC                  | 30 agosto 1978    | Harvard Observatory                                    |
| 4310 Strömholm      | 1978 RJ7                 | 2 settembre 1978  | C.-I. Lagerkvist                                       |
| 4311 Zguridi        | 1978 SY6                 | 26 settembre 1978 | L. V. Zhuravleva                                       |
| 4312 Knacke         | 1978 WW11                | 29 novembre 1978  | S. J. Bus, C. T. Kowal                                 |
| 4313 Bouchet        | 1979 HK1                 | 21 aprile 1979    | H. Debehogne                                           |
| 4314 Dervan         | 1979 ML3                 | 25 giugno 1979    | E. F. Helin, S. J. Bus                                 |
| 4315 Pronik         | 1979 SL11                | 24 settembre 1979 | N. S. Chernykh                                         |
| 4316 Babinkova      | 1979 TZ1                 | 14 ottobre 1979   | N. S. Chernykh                                         |
| 4317 Garibaldi      | 1980 DA1                 | 19 febbraio 1980  | Z. Vávrová                                             |
| 4318 Baťa           | 1980 DE1                 | 21 febbraio 1980  | Z. Vávrová                                             |
| 4319 Jackierobinson | 1981 ER14                | 1 marzo 1981      | S. J. Bus                                              |
| 4320 Jarosewich     | 1981 EJ17                | 1 marzo 1981      | S. J. Bus                                              |
| 4321 Zero           | 1981 EH26                | 2 marzo 1981      | S. J. Bus                                              |
| 4322 Billjackson    | 1981 EE37                | 11 marzo 1981     | S. J. Bus                                              |
| 4323 Hortulus       | 1981 QN                  | 27 agosto 1981    | P. Wild                                                |
| 4324 Bickel         | 1981 YA1                 | 24 dicembre 1981  | L. G. Taff                                             |
| 4325 Guest          | 1982 HL                  | 18 aprile 1982    | E. Bowell                                              |
| 4326 McNally        | 1982 HS1                 | 28 aprile 1982    | E. Bowell                                              |
| 4327 Ries           | 1982 KB1                 | 24 maggio 1982    | C. S. Shoemaker                                        |
| 4328 Valina         | 1982 SQ2                 | 18 settembre 1982 | H. Debehogne                                           |
| 4329 Miró           | 1982 SX2                 | 22 settembre 1982 | L. G. Taff                                             |
| 4330 Vivaldi        | 1982 UJ3                 | 19 ottobre 1982   | F. Börngen                                             |
| 4331 Hubbard        | 1983 HC                  | 18 aprile 1983    | N. G. Thomas                                           |
| 4332 Milton         | 1983 RC                  | 5 settembre 1983  | C. S. Shoemaker                                        |
| 4333 Sinton         | 1983 RO2                 | 4 settembre 1983  | E. Bowell                                              |
| 4334 Foo            | 1983 RO3                 | 2 settembre 1983  | H. Debehogne                                           |
| 4335 Verona         | 1983 VC7                 | 1 novembre 1983   | Cavriana                                               |
| 4336 Jasniewicz     | 1984 QE1                 | 31 agosto 1984    | B. A. Skiff                                            |
| 4337 Arecibo        | 1985 GB                  | 14 aprile 1985    | E. Bowell                                              |
| 4338 Velez          | 1985 PB1                 | 14 agosto 1985    | E. Bowell                                              |
| 4339 Almamater      | 1985 UK                  | 20 ottobre 1985   | A. Mrkos                                               |
| 4340 Dence          | 1986 JZ                  | 4 maggio 1986     | C. S. Shoemaker                                        |
| 4341 Poseidon       | 1987 KF                  | 29 maggio 1987    | C. S. Shoemaker                                        |
| 4342 Freud          | 1987 QO9                 | 21 agosto 1987    | E. W. Elst                                             |
| 4343 Tetsuya        | 1988 AC                  | 10 gennaio 1988   | S. Ueda, H. Kaneda                                     |
| 4344 Buxtehude      | 1988 CR1                 | 11 febbraio 1988  | E. W. Elst                                             |
| 4345 Rachmaninoff   | 1988 CM2                 | 11 febbraio 1988  | E. W. Elst                                             |
| 4346 Whitney        | 1988 DS4                 | 23 febbraio 1988  | A. J. Noymer                                           |
| 4347 Reger          | 1988 PK2                 | 13 agosto 1988    | F. Börngen                                             |
| 4348 Poulydamas     | 1988 RU                  | 11 settembre 1988 | C. S. Shoemaker                                        |
| 4349 Tibúrcio       | 1989 LX                  | 5 giugno 1989     | W. Landgraf                                            |
| 4350 Shibecha       | 1989 UG1                 | 26 ottobre 1989   | S. Ueda, H. Kaneda                                     |
| 4351 Nobuhisa       | 1989 UR1                 | 28 ottobre 1989   | Y. Mizuno, T. Furuta                                   |
| 4352 Kyoto          | 1989 UW1                 | 29 ottobre 1989   | A. Sugie                                               |
| 4353 Onizaki        | 1989 WK1                 | 25 novembre 1989  | Y. Mizuno, T. Furuta                                   |
| 4354 Euclides       | 2142 P-L                 | 24 settembre 1960 | C. J. van Houten, I. van Houten-Groeneveld, T. Gehrels |
| 4355 Memphis        | 3524 P-L                 | 17 ottobre 1960   | C. J. van Houten, I. van Houten-Groeneveld, T. Gehrels |
| 4356 Marathon       | 9522 P-L                 | 17 ottobre 1960   | C. J. van Houten, I. van Houten-Groeneveld, T. Gehrels |
| 4357 Korinthos      | 2069 T-2                 | 29 settembre 1973 | C. J. van Houten, I. van Houten-Groeneveld, T. Gehrels |
| 4358 Lynn           | A909 TF                  | 5 ottobre 1909    | P. H. Cowell                                           |
| 4359 Berlage        | 1935 TG                  | 28 settembre 1935 | H. van Gent                                            |
| 4360 Xuyi           | 1964 TG2                 | 9 ottobre 1964    | Purple Mountain Observatory                            |
| 4361 Nezhdanova     | 1977 TG7                 | 9 ottobre 1977    | L. I. Chernykh                                         |
| 4362 Carlisle       | 1978 PR4                 | 1 agosto 1978     | Perth Observatory                                      |
| 4363 Sergej         | 1978 TU7                 | 2 ottobre 1978    | L. V. Zhuravleva                                       |
| 4364 Shkodrov       | 1978 VV5                 | 7 novembre 1978   | E. F. Helin, S. J. Bus                                 |
| 4365 Ivanova        | 1978 VH8                 | 7 novembre 1978   | E. F. Helin, S. J. Bus                                 |
| 4366 Venikagan      | 1979 YV8                 | 24 dicembre 1979  | L. V. Zhuravleva                                       |
| 4367 Meech          | 1981 EE43                | 2 marzo 1981      | S. J. Bus                                              |
| 4368 Pillmore       | 1981 JC2                 | 5 maggio 1981     | C. S. Shoemaker                                        |
| 4369 Seifert        | 1982 OR                  | 30 luglio 1982    | L. Brožek                                              |
| 4370 Dickens        | 1982 SL                  | 22 settembre 1982 | E. Bowell                                              |
| 4371 Fyodorov       | 1983 GC2                 | 10 aprile 1983    | L. I. Chernykh                                         |
| 4372 Quincy         | 1984 TB                  | 3 ottobre 1984    | Oak Ridge Observatory                                  |
| 4373 Crespo         | 1985 PB                  | 14 agosto 1985    | E. Bowell                                              |
| 4374 Tadamori       | 1987 BJ                  | 31 gennaio 1987   | K. Suzuki, T. Urata                                    |
| 4375 Kiyomori       | 1987 DQ                  | 28 febbraio 1987  | T. Niijima, T. Urata                                   |
| 4376 Shigemori      | 1987 FA                  | 20 marzo 1987     | T. Niijima, T. Urata                                   |
| 4377 Koremori       | 1987 GD                  | 4 aprile 1987     | T. Niijima, T. Urata                                   |
| 4378 Voigt          | 1988 JF                  | 14 maggio 1988    | W. Landgraf                                            |
| 4379 Snelling       | 1988 PT1                 | 13 agosto 1988    | C. S. Shoemaker, E. M. Shoemaker                       |
| 4380 Geyer          | 1988 PB2                 | 14 agosto 1988    | E. W. Elst                                             |
| 4381 Uenohara       | 1989 WD1                 | 22 novembre 1989  | N. Kawasato                                            |
| 4382 Stravinsky     | 1989 WQ3                 | 29 novembre 1989  | F. Börngen                                             |
| 4383 Suruga         | 1989 XP                  | 1 dicembre 1989   | Y. Oshima                                              |
| 4384 Henrybuhl      | 1990 AA                  | 3 gennaio 1990    | T. Hioki, S. Hayakawa                                  |
| 4385 Elsässer       | 2534 P-L                 | 24 settembre 1960 | C. J. van Houten, I. van Houten-Groeneveld, T. Gehrels |
| 4386 Lüst           | 6829 P-L                 | 26 settembre 1960 | C. J. van Houten, I. van Houten-Groeneveld, T. Gehrels |
| 4387 Tanaka         | 4829 T-2                 | 19 settembre 1973 | C. J. van Houten, I. van Houten-Groeneveld, T. Gehrels |
| 4388 Jürgenstock    | 1964 VE                  | 3 novembre 1964   | Università dell'Indiana                                |
| 4389 Durbin         | 1976 GL3                 | 1 aprile 1976     | N. S. Chernykh                                         |
| 4390 Madreteresa    | 1976 GO8                 | 5 aprile 1976     | Felix Aguilar Observatory                              |
| 4391 Balodis        | 1977 QW2                 | 21 agosto 1977    | N. S. Chernykh                                         |
| 4392 Agita          | 1978 RX5                 | 13 settembre 1978 | N. S. Chernykh                                         |
| 4393 Dawe           | 1978 VP8                 | 7 novembre 1978   | E. F. Helin, S. J. Bus                                 |
| 4394 Fritzheide     | 1981 EB19                | 2 marzo 1981      | S. J. Bus                                              |
| 4395 Danbritt       | 1981 EH41                | 2 marzo 1981      | S. J. Bus                                              |
| 4396 Gressmann      | 1981 JH                  | 3 maggio 1981     | E. Bowell                                              |
| 4397 Jalopez        | 1981 JS1                 | 9 maggio 1981     | Felix Aguilar Observatory                              |
| 4398 Chiara         | 1984 HC2                 | 23 aprile 1984    | W. Ferreri                                             |
| 4399 Ashizuri       | 1984 UA                  | 21 ottobre 1984   | T. Seki                                                |
| 4400 Bagryana       | 1985 QH4                 | 24 agosto 1985    | Bulgarian National Observatory                         |

## 4401-4500
| Nome                  | Designazione provvisoria | Data di scoperta  | Scopritore                                             |
| --------------------- | ------------------------ | ----------------- | ------------------------------------------------------ |
| 4401 Aditi            | 1985 TB                  | 14 ottobre 1985   | C. S. Shoemaker                                        |
| 4402 Tsunemori        | 1987 DP                  | 25 febbraio 1987  | T. Niijima, T. Urata                                   |
| 4403 Kuniharu         | 1987 EA                  | 2 marzo 1987      | Y. Oshima                                              |
| 4404 Enirac           | 1987 GG                  | 2 aprile 1987     | A. Maury                                               |
| 4405 Otava            | 1987 QD1                 | 21 agosto 1987    | A. Mrkos                                               |
| 4406 Mahler           | 1987 YD1                 | 22 dicembre 1987  | F. Börngen                                             |
| 4407 Taihaku          | 1988 TF1                 | 13 ottobre 1988   | M. Koishikawa                                          |
| 4408 Zlatá Koruna     | 1988 TH2                 | 4 ottobre 1988    | A. Mrkos                                               |
| 4409 Kissling         | 1989 MD                  | 30 giugno 1989    | A. C. Gilmore, P. M. Kilmartin                         |
| 4410 Kamuimintara     | 1989 YA                  | 17 dicembre 1989  | S. Ueda, H. Kaneda                                     |
| 4411 Kochibunkyo      | 1990 AF                  | 3 gennaio 1990    | T. Seki                                                |
| 4412 Chephren         | 2535 P-L                 | 26 settembre 1960 | C. J. van Houten, I. van Houten-Groeneveld, T. Gehrels |
| 4413 Mycerinos        | 4020 P-L                 | 24 settembre 1960 | C. J. van Houten, I. van Houten-Groeneveld, T. Gehrels |
| 4414 Sesostris        | 4153 P-L                 | 24 settembre 1960 | C. J. van Houten, I. van Houten-Groeneveld, T. Gehrels |
| 4415 Echnaton         | 4237 P-L                 | 24 settembre 1960 | C. J. van Houten, I. van Houten-Groeneveld, T. Gehrels |
| 4416 Ramses           | 4530 P-L                 | 24 settembre 1960 | C. J. van Houten, I. van Houten-Groeneveld, T. Gehrels |
| 4417 Lecar            | 1931 GC                  | 8 aprile 1931     | K. Reinmuth                                            |
| 4418 Fredfranklin     | 1931 TR1                 | 9 ottobre 1931    | K. Reinmuth                                            |
| 4419 Allancook        | 1932 HD                  | 24 aprile 1932    | K. Reinmuth                                            |
| 4420 Alandreev        | 1936 PB                  | 15 agosto 1936    | G. N. Neujmin                                          |
| 4421 Kayor            | 1942 AC                  | 14 gennaio 1942   | K. Reinmuth                                            |
| 4422 Jarre            | 1942 UA                  | 17 ottobre 1942   | L. Boyer                                               |
| 4423 Golden           | 1949 GH                  | 4 aprile 1949     | Università dell'Indiana                                |
| 4424 Arkhipova        | 1967 DB                  | 16 febbraio 1967  | T. M. Smirnova                                         |
| 4425 Bilk             | 1967 UQ                  | 30 ottobre 1967   | L. Kohoutek                                            |
| 4426 Roerich          | 1969 TB6                 | 15 ottobre 1969   | L. I. Chernykh                                         |
| 4427 Burnashev        | 1971 QP1                 | 30 agosto 1971    | T. M. Smirnova                                         |
| 4428 Khotinok         | 1977 SN                  | 18 settembre 1977 | N. S. Chernykh                                         |
| 4429 Chinmoy          | 1978 RJ2                 | 12 settembre 1978 | N. S. Chernykh                                         |
| 4430 Govorukhin       | 1978 SX6                 | 26 settembre 1978 | L. V. Zhuravleva                                       |
| 4431 Holeungholee     | 1978 WU14                | 28 novembre 1978  | Purple Mountain Observatory                            |
| 4432 McGraw-Hill      | 1981 ER22                | 2 marzo 1981      | S. J. Bus                                              |
| 4433 Goldstone        | 1981 QP                  | 30 agosto 1981    | E. Bowell                                              |
| 4434 Nikulin          | 1981 RD5                 | 8 settembre 1981  | L. V. Zhuravleva                                       |
| 4435 Holt             | 1983 AG2                 | 13 gennaio 1983   | C. S. Shoemaker                                        |
| 4436 Ortizmoreno      | 1983 EX                  | 9 marzo 1983      | E. Barr                                                |
| 4437 Yaroshenko       | 1983 GA2                 | 10 aprile 1983    | L. I. Chernykh                                         |
| 4438 Sykes            | 1983 WR                  | 29 novembre 1983  | E. Bowell                                              |
| 4439 Muroto           | 1984 VA                  | 2 novembre 1984   | T. Seki                                                |
| 4440 Tchantchès       | 1984 YV                  | 23 dicembre 1984  | F. Dossin                                              |
| 4441 Toshie           | 1985 BB                  | 26 gennaio 1985   | T. Seki                                                |
| 4442 Garcia           | 1985 RB1                 | 14 settembre 1985 | Spacewatch                                             |
| 4443 Paulet           | 1985 RD4                 | 10 settembre 1985 | H. Debehogne                                           |
| 4444 Escher           | 1985 SA                  | 16 settembre 1985 | H. U. Nørgaard-Nielsen, L. Hansen, P. R. Christensen   |
| 4445 Jimstratton      | 1985 TC                  | 15 ottobre 1985   | K. Suzuki, T. Urata                                    |
| 4446 Carolyn          | 1985 TT                  | 15 ottobre 1985   | E. Bowell                                              |
| 4447 Kirov            | 1985 VE1                 | 7 novembre 1985   | E. Bowell                                              |
| 4448 Phildavis        | 1986 EO                  | 5 marzo 1986      | C. S. Shoemaker                                        |
| 4449 Sobinov          | 1987 RX3                 | 3 settembre 1987  | L. I. Chernykh                                         |
| 4450 Pan              | 1987 SY                  | 25 settembre 1987 | C. S. Shoemaker, E. M. Shoemaker                       |
| 4451 Grieve           | 1988 JJ                  | 9 maggio 1988     | C. S. Shoemaker                                        |
| 4452 Ullacharles      | 1988 RN                  | 7 settembre 1988  | P. Jensen                                              |
| 4453 Bornholm         | 1988 VC                  | 3 novembre 1988   | P. Jensen                                              |
| 4454 Kumiko           | 1988 VW                  | 2 novembre 1988   | S. Ueda, H. Kaneda                                     |
| 4455 Ruriko           | 1988 XA                  | 2 dicembre 1988   | S. Ueda, H. Kaneda                                     |
| 4456 Mawson           | 1989 OG                  | 27 luglio 1989    | R. H. McNaught                                         |
| 4457 van Gogh         | 1989 RU                  | 3 settembre 1989  | E. W. Elst                                             |
| 4458 Oizumi           | 1990 BY                  | 21 gennaio 1990   | Y. Kushida, O. Muramatsu                               |
| 4459 Nusamaibashi     | 1990 BP2                 | 30 gennaio 1990   | M. Matsuyama, K. Watanabe                              |
| 4460 Bihoro           | 1990 DS                  | 28 febbraio 1990  | K. Endate, K. Watanabe                                 |
| 4461 Sayama           | 1990 EL                  | 5 marzo 1990      | A. Sugie                                               |
| 4462 Vaughan          | 1952 HJ2                 | 24 aprile 1952    | McDonald Observatory                                   |
| 4463 Marschwarzschild | 1954 UO2                 | 28 ottobre 1954   | Università dell'Indiana                                |
| 4464 Vulcano          | 1966 TE                  | 11 ottobre 1966   | N. S. Chernykh                                         |
| 4465 Rodita           | 1969 TD5                 | 14 ottobre 1969   | B. A. Burnasheva                                       |
| 4466 Abai             | 1971 SX1                 | 23 settembre 1971 | Osservatorio astrofisico della Crimea                  |
| 4467 Kaidanovskij     | 1975 VN2                 | 2 novembre 1975   | T. M. Smirnova                                         |
| 4468 Pogrebetskij     | 1976 SZ3                 | 24 settembre 1976 | N. S. Chernykh                                         |
| 4469 Utting           | 1978 PS4                 | 1 agosto 1978     | Perth Observatory                                      |
| 4470 Sergeev-Censkij  | 1978 QP1                 | 31 agosto 1978    | N. S. Chernykh                                         |
| 4471 Graculus         | 1978 VB                  | 8 novembre 1978   | P. Wild                                                |
| 4472 Navashin         | 1980 TY14                | 15 ottobre 1980   | N. S. Chernykh                                         |
| 4473 Sears            | 1981 DE2                 | 28 febbraio 1981  | S. J. Bus                                              |
| 4474 Proust           | 1981 QZ2                 | 24 agosto 1981    | H. Debehogne                                           |
| 4475 Voitkevich       | 1982 UQ5                 | 20 ottobre 1982   | L. G. Karachkina                                       |
| 4476 Bernstein        | 1983 DE                  | 19 febbraio 1983  | E. Bowell                                              |
| 4477 Kelley           | 1983 SB                  | 28 settembre 1983 | Bulgarian National Observatory                         |
| 4478 Blanco           | 1984 HG1                 | 23 aprile 1984    | W. Ferreri, V. Zappalà                                 |
| 4479 Charlieparker    | 1985 CP1                 | 10 febbraio 1985  | H. Debehogne                                           |
| 4480 Nikitibotania    | 1985 QM4                 | 24 agosto 1985    | N. S. Chernykh                                         |
| 4481 Herbelin         | 1985 RR                  | 14 settembre 1985 | E. Bowell                                              |
| 4482 Frèrebasile      | 1986 RB                  | 1 settembre 1986  | A. Maury                                               |
| 4483 Petöfi           | 1986 RC2                 | 9 settembre 1986  | L. G. Karachkina                                       |
| 4484 Sif              | 1987 DD                  | 25 febbraio 1987  | P. Jensen                                              |
| 4485 Radonezhskij     | 1987 QQ11                | 27 agosto 1987    | L. I. Chernykh                                         |
| 4486 Mithra           | 1987 SB                  | 22 settembre 1987 | E. W. Elst, V. G. Shkodrov                             |
| 4487 Pocahontas       | 1987 UA                  | 17 ottobre 1987   | C. S. Shoemaker                                        |
| 4488 Tokitada         | 1987 UK                  | 21 ottobre 1987   | K. Suzuki, T. Urata                                    |
| 4489 Dracius          | 1988 AK                  | 15 gennaio 1988   | E. Bowell                                              |
| 4490 Bambery          | 1988 ND                  | 14 luglio 1988    | E. F. Helin, B. Roman                                  |
| 4491 Otaru            | 1988 RP                  | 7 settembre 1988  | K. Endate, K. Watanabe                                 |
| 4492 Debussy          | 1988 SH                  | 17 settembre 1988 | E. W. Elst                                             |
| 4493 Naitomitsu       | 1988 TG1                 | 14 ottobre 1988   | T. Kojima                                              |
| 4494 Marimo           | 1988 TK1                 | 13 ottobre 1988   | S. Ueda, H. Kaneda                                     |
| 4495 Dassanowsky      | 1988 VS                  | 6 novembre 1988   | M. Arai, H. Mori                                       |
| 4496 Kamimachi        | 1988 XM1                 | 9 dicembre 1988   | T. Seki                                                |
| 4497 Taguchi          | 1989 AE1                 | 4 gennaio 1989    | K. Endate, K. Watanabe                                 |
| 4498 Shinkoyama       | 1989 AG1                 | 5 gennaio 1989    | T. Seki                                                |
| 4499 Davidallen       | 1989 AO3                 | 4 gennaio 1989    | R. H. McNaught                                         |
| 4500 Pascal           | 1989 CL                  | 3 febbraio 1989   | S. Ueda, H. Kaneda                                     |

## 4501-4600
| Nome                  | Designazione provvisoria | Data di scoperta  | Scopritore                                             |
| --------------------- | ------------------------ | ----------------- | ------------------------------------------------------ |
| 4501 Eurypylos        | 1989 CJ3                 | 4 febbraio 1989   | E. W. Elst                                             |
| 4502 Elizabethann     | 1989 KG                  | 29 maggio 1989    | H. E. Holt                                             |
| 4503 Cleobulus        | 1989 WM                  | 28 novembre 1989  | C. S. Shoemaker                                        |
| 4504 Jenkinson        | 1989 YO                  | 21 dicembre 1989  | R. H. McNaught                                         |
| 4505 Okamura          | 1990 DV1                 | 20 febbraio 1990  | T. Seki                                                |
| 4506 Hendrie          | 1990 FJ                  | 24 marzo 1990     | B. G. W. Manning                                       |
| 4507 Petercollins     | 1990 FV                  | 19 marzo 1990     | H. Shiozawa, M. Kizawa                                 |
| 4508 Takatsuki        | 1990 FG1                 | 27 marzo 1990     | K. Endate, K. Watanabe                                 |
| 4509 Gorbatskij       | A917 SG                  | 23 settembre 1917 | S. Beljavskij                                          |
| 4510 Shawna           | 1930 XK                  | 13 dicembre 1930  | C. W. Tombaugh                                         |
| 4511 Rembrandt        | 1935 SP1                 | 28 settembre 1935 | H. van Gent                                            |
| 4512 Sinuhe           | 1939 BM                  | 20 gennaio 1939   | Y. Väisälä                                             |
| 4513 Louvre           | 1971 QW1                 | 30 agosto 1971    | T. M. Smirnova                                         |
| 4514 Vilen            | 1972 HX                  | 19 aprile 1972    | T. M. Smirnova                                         |
| 4515 Khrennikov       | 1973 SD6                 | 28 settembre 1973 | N. S. Chernykh                                         |
| 4516 Pugovkin         | 1973 SN6                 | 28 settembre 1973 | N. S. Chernykh                                         |
| 4517 Ralpharvey       | 1975 SV                  | 30 settembre 1975 | S. J. Bus                                              |
| 4518 Raikin           | 1976 GP3                 | 1 aprile 1976     | N. S. Chernykh                                         |
| 4519 Voronezh         | 1976 YO4                 | 18 dicembre 1976  | N. S. Chernykh                                         |
| 4520 Dovzhenko        | 1977 QJ3                 | 22 agosto 1977    | N. S. Chernykh                                         |
| 4521 Akimov           | 1979 FU2                 | 29 marzo 1979     | N. S. Chernykh                                         |
| 4522 Britastra        | 1980 BM                  | 22 gennaio 1980   | E. Bowell                                              |
| 4523 MIT              | 1981 DM1                 | 28 febbraio 1981  | S. J. Bus                                              |
| 4524 Barklajdetolli   | 1981 RV4                 | 8 settembre 1981  | L. V. Zhuravleva                                       |
| 4525 Johnbauer        | 1982 JB3                 | 15 maggio 1982    | E. F. Helin, E. M. Shoemaker, P. D. Wilder             |
| 4526 Konko            | 1982 KN1                 | 22 maggio 1982    | H. Kosai, K. Hurukawa                                  |
| 4527 Schoenberg       | 1982 OK                  | 24 luglio 1982    | E. Bowell                                              |
| 4528 Berg             | 1983 PP                  | 13 agosto 1983    | E. Bowell                                              |
| 4529 Webern           | 1984 ED                  | 1 marzo 1984      | E. Bowell                                              |
| 4530 Smoluchowski     | 1984 EP                  | 1 marzo 1984      | E. Bowell                                              |
| 4531 Asaro            | 1985 FC                  | 20 marzo 1985     | C. S. Shoemaker                                        |
| 4532 Copland          | 1985 GM1                 | 15 aprile 1985    | E. Bowell                                              |
| 4533 Orth             | 1986 EL                  | 7 marzo 1986      | C. S. Shoemaker                                        |
| 4534 Rimskij-Korsakov | 1986 PV4                 | 6 agosto 1986     | N. S. Chernykh                                         |
| 4535 Adamcarolla      | 1986 QV2                 | 28 agosto 1986    | H. Debehogne                                           |
| 4536 Drewpinsky       | 1987 DA6                 | 22 febbraio 1987  | H. Debehogne                                           |
| 4537 Valgrirasp       | 1987 RR3                 | 2 settembre 1987  | L. I. Chernykh                                         |
| 4538 Vishyanand       | 1988 TP                  | 10 ottobre 1988   | K. Suzuki                                              |
| 4539 Miyagino         | 1988 VU1                 | 8 novembre 1988   | M. Koishikawa                                          |
| 4540 Oriani           | 1988 VY1                 | 6 novembre 1988   | Osservatorio San Vittore                               |
| 4541 Mizuno           | 1989 AF                  | 1 gennaio 1989    | K. Suzuki, T. Furuta                                   |
| 4542 Mossotti         | 1989 BO                  | 30 gennaio 1989   | Osservatorio San Vittore                               |
| 4543 Phoinix          | 1989 CQ1                 | 2 febbraio 1989   | C. S. Shoemaker                                        |
| 4544 Xanthus          | 1989 FB                  | 31 marzo 1989     | H. E. Holt, N. G. Thomas                               |
| 4545 Primolevi        | 1989 SB11                | 28 settembre 1989 | H. Debehogne                                           |
| 4546 Franck           | 1990 EW2                 | 2 marzo 1990      | E. W. Elst                                             |
| 4547 Massachusetts    | 1990 KP                  | 16 maggio 1990    | K. Endate, K. Watanabe                                 |
| 4548 Wielen           | 2538 P-L                 | 24 settembre 1960 | C. J. van Houten, I. van Houten-Groeneveld, T. Gehrels |
| 4549 Burkhardt        | 1276 T-2                 | 29 settembre 1973 | C. J. van Houten, I. van Houten-Groeneveld, T. Gehrels |
| 4550 Royclarke        | 1977 HH1                 | 24 aprile 1977    | S. J. Bus                                              |
| 4551 Cochran          | 1979 MC                  | 28 giugno 1979    | E. Bowell                                              |
| 4552 Nabelek          | 1980 JC                  | 11 maggio 1980    | A. Mrkos                                               |
| 4553 Doncampbell      | 1982 RH                  | 15 settembre 1982 | E. Bowell                                              |
| 4554 Fanynka          | 1986 UT                  | 28 ottobre 1986   | A. Mrkos                                               |
| 4555 Josefapérez      | 1987 QL                  | 24 agosto 1987    | S. Singer-Brewster                                     |
| 4556 Gumilyov         | 1987 QW10                | 27 agosto 1987    | L. G. Karachkina                                       |
| 4557 Mika             | 1987 XD                  | 14 dicembre 1987  | M. Yanai, K. Watanabe                                  |
| 4558 Janesick         | 1988 NF                  | 12 luglio 1988    | A. Maury, J. Mueller                                   |
| 4559 Strauss          | 1989 AP6                 | 11 gennaio 1989   | F. Börngen                                             |
| 4560 Klyuchevskij     | 1976 YD2                 | 16 dicembre 1976  | L. I. Chernykh                                         |
| 4561 Lemeshev         | 1978 RY5                 | 13 settembre 1978 | N. S. Chernykh                                         |
| 4562 Poleungkuk       | 1979 UD2                 | 21 ottobre 1979   | Purple Mountain Observatory                            |
| 4563 Kahnia           | 1980 OG                  | 17 luglio 1980    | E. Bowell                                              |
| 4564 Clayton          | 1981 ET16                | 6 marzo 1981      | S. J. Bus                                              |
| 4565 Grossman         | 1981 EZ17                | 2 marzo 1981      | S. J. Bus                                              |
| 4566 Chaokuangpiu     | 1981 WM4                 | 27 novembre 1981  | Purple Mountain Observatory                            |
| 4567 Bečvář           | 1982 SO1                 | 17 settembre 1982 | M. Mahrová                                             |
| 4568 Menkaure         | 1983 RY3                 | 2 settembre 1983  | N. G. Thomas                                           |
| 4569 Baerbel          | 1985 GV1                 | 15 aprile 1985    | C. S. Shoemaker                                        |
| 4570 Runcorn          | 1985 PR                  | 14 agosto 1985    | E. Bowell                                              |
| 4571 Grumiaux         | 1985 RY3                 | 8 settembre 1985  | H. Debehogne                                           |
| 4572 Brage            | 1986 RF                  | 8 settembre 1986  | P. Jensen                                              |
| 4573 Piešťany         | 1986 TP6                 | 5 ottobre 1986    | M. Antal                                               |
| 4574 Yoshinaka        | 1986 YB                  | 20 dicembre 1986  | T. Niijima, T. Urata                                   |
| 4575 Broman           | 1987 ME1                 | 26 giugno 1987    | E. F. Helin                                            |
| 4576 Yanotoyohiko     | 1988 CC                  | 10 febbraio 1988  | T. Kojima                                              |
| 4577 Chikako          | 1988 WG                  | 30 novembre 1988  | Y. Kushida, M. Inoue                                   |
| 4578 Kurashiki        | 1988 XL1                 | 7 dicembre 1988   | T. Seki                                                |
| 4579 Puccini          | 1989 AT6                 | 11 gennaio 1989   | F. Börngen                                             |
| 4580 Child            | 1989 EF                  | 4 marzo 1989      | E. F. Helin                                            |
| 4581 Asclepius        | 1989 FC                  | 31 marzo 1989     | H. E. Holt, N. G. Thomas                               |
| 4582 Hank             | 1989 FW                  | 31 marzo 1989     | C. S. Shoemaker                                        |
| 4583 Lugo             | 1989 RL4                 | 1 settembre 1989  | Bulgarian National Observatory                         |
| 4584 Akan             | 1990 FA                  | 16 marzo 1990     | M. Matsuyama, K. Watanabe                              |
| 4585 Ainonai          | 1990 KQ                  | 16 maggio 1990    | K. Endate, K. Watanabe                                 |
| 4586 Gunvor           | 6047 P-L                 | 24 settembre 1960 | C. J. van Houten, I. van Houten-Groeneveld, T. Gehrels |
| 4587 Rees             | 3239 T-2                 | 30 settembre 1973 | C. J. van Houten, I. van Houten-Groeneveld, T. Gehrels |
| 4588 Wislicenus       | 1931 EE                  | 13 marzo 1931     | M. F. Wolf                                             |
| 4589 McDowell         | 1933 OB                  | 24 luglio 1933    | K. Reinmuth                                            |
| 4590 Dimashchegolev   | 1968 OG1                 | 25 luglio 1968    | G. A. Plyugin, Yu. A. Belyaev                          |
| 4591 Bryantsev        | 1975 VZ                  | 1 novembre 1975   | T. M. Smirnova                                         |
| 4592 Alkissia         | 1979 SQ11                | 24 settembre 1979 | N. S. Chernykh                                         |
| 4593 Reipurth         | 1980 FV1                 | 16 marzo 1980     | C.-I. Lagerkvist                                       |
| 4594 Dashkova         | 1980 KR1                 | 17 maggio 1980    | L. I. Chernykh                                         |
| 4595 Prinz            | 1981 EZ2                 | 2 marzo 1981      | S. J. Bus                                              |
| (4596) 1981 QB        | 1981 QB                  | 28 agosto 1981    | C. T. Kowal                                            |
| 4597 Consolmagno      | 1983 UA1                 | 30 ottobre 1983   | S. J. Bus                                              |
| 4598 Coradini         | 1985 PG1                 | 15 agosto 1985    | E. Bowell                                              |
| 4599 Rowan            | 1985 RZ2                 | 5 settembre 1985  | H. Debehogne                                           |
| 4600 Meadows          | 1985 RE4                 | 10 settembre 1985 | H. Debehogne                                           |

## 4601-4700
| Nome               | Designazione provvisoria | Data di scoperta  | Scopritore                                             |
| ------------------ | ------------------------ | ----------------- | ------------------------------------------------------ |
| 4601 Ludkewycz     | 1986 LB                  | 3 giugno 1986     | M. Rudnyk                                              |
| 4602 Heudier       | 1986 UD3                 | 28 ottobre 1986   | CERGA                                                  |
| 4603 Bertaud       | 1986 WM3                 | 25 novembre 1986  | CERGA                                                  |
| 4604 Stekarstrom   | 1987 SK                  | 18 settembre 1987 | K. Suzuki, T. Urata                                    |
| 4605 Nikitin       | 1987 SV17                | 18 settembre 1987 | L. I. Chernykh                                         |
| 4606 Saheki        | 1987 UM1                 | 27 ottobre 1987   | T. Seki                                                |
| 4607 Seilandfarm   | 1987 WR                  | 25 novembre 1987  | K. Endate, K. Watanabe                                 |
| 4608 Wodehouse     | 1988 BW3                 | 19 gennaio 1988   | H. Debehogne                                           |
| 4609 Pizarro       | 1988 CT3                 | 13 febbraio 1988  | E. W. Elst                                             |
| 4610 Kájov         | 1989 FO                  | 26 marzo 1989     | A. Mrkos                                               |
| 4611 Vulkaneifel   | 1989 GR6                 | 5 aprile 1989     | M. Geffert                                             |
| 4612 Greenstein    | 1989 JG                  | 2 maggio 1989     | E. F. Helin                                            |
| 4613 Mamoru        | 1990 OM                  | 22 luglio 1990    | K. Watanabe                                            |
| 4614 Masamura      | 1990 QN                  | 21 agosto 1990    | Y. Mizuno, T. Furuta                                   |
| 4615 Zinner        | A923 RH                  | 13 settembre 1923 | K. Reinmuth                                            |
| 4616 Batalov       | 1975 BF                  | 17 gennaio 1975   | L. I. Chernykh                                         |
| 4617 Zadunaisky    | 1976 DK                  | 22 febbraio 1976  | Felix Aguilar Observatory                              |
| 4618 Shakhovskoj   | 1977 RJ3                 | 12 settembre 1977 | N. S. Chernykh                                         |
| 4619 Polyakhova    | 1977 RB7                 | 11 settembre 1977 | N. S. Chernykh                                         |
| 4620 Bickley       | 1978 OK                  | 28 luglio 1978    | Perth Observatory                                      |
| 4621 Tambov        | 1979 QE10                | 27 agosto 1979    | N. S. Chernykh                                         |
| 4622 Solovjova     | 1979 WE2                 | 16 novembre 1979  | L. I. Chernykh                                         |
| 4623 Obraztsova    | 1981 UT15                | 24 ottobre 1981   | L. I. Chernykh                                         |
| 4624 Stefani       | 1982 FV2                 | 23 marzo 1982     | C. S. Shoemaker                                        |
| 4625 Shchedrin     | 1982 UG6                 | 20 ottobre 1982   | L. G. Karachkina                                       |
| 4626 Plisetskaya   | 1984 YU1                 | 23 dicembre 1984  | L. G. Karachkina                                       |
| 4627 Pinomogavero  | 1985 RT2                 | 5 settembre 1985  | H. Debehogne                                           |
| 4628 Laplace       | 1986 RU4                 | 7 settembre 1986  | E. W. Elst                                             |
| 4629 Walford       | 1986 TD7                 | 7 ottobre 1986    | E. F. Helin                                            |
| 4630 Chaonis       | 1987 WA                  | 18 novembre 1987  | J. M. Baur                                             |
| 4631 Yabu          | 1987 WE1                 | 22 novembre 1987  | S. Ueda, H. Kaneda                                     |
| 4632 Udagawa       | 1987 YB                  | 17 dicembre 1987  | T. Kojima                                              |
| 4633 Marinbica     | 1988 AJ5                 | 14 gennaio 1988   | H. Debehogne                                           |
| 4634 Shibuya       | 1988 BA                  | 16 gennaio 1988   | M. Inoue, O. Muramatsu                                 |
| 4635 Rimbaud       | 1988 BJ1                 | 21 gennaio 1988   | E. W. Elst                                             |
| 4636 Chile         | 1988 CJ5                 | 13 febbraio 1988  | E. W. Elst                                             |
| 4637 Odorico       | 1989 CT                  | 8 febbraio 1989   | J. M. Baur                                             |
| 4638 Estens        | 1989 EG                  | 2 marzo 1989      | R. H. McNaught                                         |
| 4639 Minox         | 1989 EK2                 | 5 marzo 1989      | T. Seki                                                |
| 4640 Hara          | 1989 GA                  | 1 aprile 1989     | Y. Kushida, O. Muramatsu                               |
| 4641 Ayako         | 1990 QT3                 | 30 agosto 1990    | K. Endate, K. Watanabe                                 |
| 4642 Murchie       | 1990 QG4                 | 23 agosto 1990    | H. E. Holt                                             |
| 4643 Cisneros      | 1990 QD6                 | 23 agosto 1990    | H. E. Holt                                             |
| 4644 Oumu          | 1990 SR3                 | 16 settembre 1990 | A. Takahashi, K. Watanabe                              |
| 4645 Tentaikojo    | 1990 SP4                 | 16 settembre 1990 | T. Fujii, K. Watanabe                                  |
| 4646 Kwee          | 4009 P-L                 | 24 settembre 1960 | C. J. van Houten, I. van Houten-Groeneveld, T. Gehrels |
| 4647 Syuji         | 1931 TU1                 | 9 ottobre 1931    | K. Reinmuth                                            |
| 4648 Tirion        | 1931 UE                  | 18 ottobre 1931   | K. Reinmuth                                            |
| 4649 Sumoto        | 1936 YD                  | 20 dicembre 1936  | M. Laugier                                             |
| 4650 Mori          | 1950 TF                  | 5 ottobre 1950    | K. Reinmuth                                            |
| 4651 Wongkwancheng | 1957 UK1                 | 31 ottobre 1957   | Purple Mountain Observatory                            |
| 4652 Iannini       | 1975 QO                  | 30 agosto 1975    | Felix Aguilar Observatory                              |
| 4653 Tommaso       | 1976 GJ2                 | 1 aprile 1976     | N. S. Chernykh                                         |
| 4654 Gorʹkavyj     | 1977 RJ6                 | 11 settembre 1977 | N. S. Chernykh                                         |
| 4655 Marjoriika    | 1978 RS                  | 1 settembre 1978  | N. S. Chernykh                                         |
| 4656 Huchra        | 1978 VZ3                 | 7 novembre 1978   | E. F. Helin, S. J. Bus                                 |
| 4657 Lopez         | 1979 SU9                 | 22 settembre 1979 | N. S. Chernykh                                         |
| 4658 Gavrilov      | 1979 SO11                | 24 settembre 1979 | N. S. Chernykh                                         |
| 4659 Roddenberry   | 1981 EP20                | 2 marzo 1981      | S. J. Bus                                              |
| 4660 Nereus        | 1982 DB                  | 28 febbraio 1982  | E. F. Helin                                            |
| 4661 Yebes         | 1982 WM                  | 17 novembre 1982  | M. de Pascual                                          |
| 4662 Runk          | 1984 HL                  | 19 aprile 1984    | A. Mrkos                                               |
| 4663 Falta         | 1984 SM1                 | 27 settembre 1984 | A. Mrkos                                               |
| 4664 Hanner        | 1985 PJ                  | 14 agosto 1985    | E. Bowell                                              |
| 4665 Muinonen      | 1985 TZ1                 | 15 ottobre 1985   | E. Bowell                                              |
| 4666 Dietz         | 1986 JA1                 | 4 maggio 1986     | C. S. Shoemaker                                        |
| 4667 Robbiesh      | 1986 VC                  | 4 novembre 1986   | R. H. McNaught                                         |
| 4668 Rayjay        | 1987 DX5                 | 21 febbraio 1987  | H. Debehogne                                           |
| 4669 Høder         | 1987 UF1                 | 27 ottobre 1987   | P. Jensen                                              |
| 4670 Yoshinogawa   | 1987 YJ                  | 19 dicembre 1987  | T. Seki                                                |
| 4671 Drtikol       | 1988 AK1                 | 10 gennaio 1988   | A. Mrkos                                               |
| 4672 Takuboku      | 1988 HB                  | 17 aprile 1988    | S. Ueda, H. Kaneda                                     |
| 4673 Bortle        | 1988 LF                  | 8 giugno 1988     | C. S. Shoemaker                                        |
| 4674 Pauling       | 1989 JC                  | 2 maggio 1989     | E. F. Helin                                            |
| 4675 Ohboke        | 1990 SD                  | 19 settembre 1990 | T. Seki                                                |
| 4676 Uedaseiji     | 1990 SD4                 | 16 settembre 1990 | T. Fujii, K. Watanabe                                  |
| 4677 Hiroshi       | 1990 SQ4                 | 26 settembre 1990 | A. Takahashi, K. Watanabe                              |
| 4678 Ninian        | 1990 SS4                 | 24 settembre 1990 | R. H. McNaught                                         |
| 4679 Sybil         | 1990 TR4                 | 9 ottobre 1990    | R. H. McNaught                                         |
| 4680 Lohrmann      | 1937 QC                  | 31 agosto 1937    | H.-U. Sandig                                           |
| 4681 Ermak         | 1969 TC2                 | 8 ottobre 1969    | L. I. Chernykh                                         |
| 4682 Bykov         | 1973 SO4                 | 27 settembre 1973 | L. I. Chernykh                                         |
| 4683 Veratar       | 1976 GJ1                 | 1 aprile 1976     | N. S. Chernykh                                         |
| 4684 Bendjoya      | 1978 GJ                  | 10 aprile 1978    | H. Debehogne                                           |
| 4685 Karetnikov    | 1978 SP6                 | 27 settembre 1978 | N. S. Chernykh                                         |
| 4686 Maisica       | 1979 SX2                 | 22 settembre 1979 | N. S. Chernykh                                         |
| 4687 Brunsandrej   | 1979 SJ11                | 24 settembre 1979 | N. S. Chernykh                                         |
| 4688 -             | 1980 WF                  | 29 novembre 1980  | C. T. Kowal                                            |
| 4689 Donn          | 1980 YB                  | 30 dicembre 1980  | E. Bowell                                              |
| 4690 Strasbourg    | 1983 AJ                  | 9 gennaio 1983    | B. A. Skiff                                            |
| 4691 Toyen         | 1983 TU                  | 7 ottobre 1983    | A. Mrkos                                               |
| 4692 SIMBAD        | 1983 VM7                 | 4 novembre 1983   | B. A. Skiff                                            |
| 4693 Drummond      | 1983 WH                  | 28 novembre 1983  | E. Bowell                                              |
| 4694 Festou        | 1985 PM                  | 14 agosto 1985    | E. Bowell                                              |
| 4695 Mediolanum    | 1985 RU3                 | 7 settembre 1985  | H. Debehogne                                           |
| 4696 Arpigny       | 1985 TP                  | 15 ottobre 1985   | E. Bowell                                              |
| 4697 Novara        | 1986 QO                  | 26 agosto 1986    | H. Debehogne                                           |
| 4698 Jizera        | 1986 RO1                 | 4 settembre 1986  | A. Mrkos                                               |
| 4699 Sootan        | 1986 VE                  | 4 novembre 1986   | R. H. McNaught                                         |
| 4700 Carusi        | 1986 VV6                 | 6 novembre 1986   | E. Bowell                                              |

## 4701-4800
| Nome                | Designazione provvisoria | Data di scoperta  | Scopritore                                             |
| ------------------- | ------------------------ | ----------------- | ------------------------------------------------------ |
| 4701 Milani         | 1986 VW6                 | 6 novembre 1986   | E. Bowell                                              |
| 4702 Berounka       | 1987 HW                  | 23 aprile 1987    | A. Mrkos                                               |
| 4703 Kagoshima      | 1988 BL                  | 16 gennaio 1988   | M. Mukai, M. Takeishi                                  |
| 4704 Sheena         | 1988 BE5                 | 28 gennaio 1988   | R. H. McNaught                                         |
| 4705 Secchi         | 1988 CK                  | 13 febbraio 1988  | Osservatorio San Vittore                               |
| 4706 Dennisreuter   | 1988 DR                  | 16 febbraio 1988  | R. Rajamohan                                           |
| 4707 Khryses        | 1988 PY                  | 13 agosto 1988    | C. S. Shoemaker                                        |
| 4708 Polydoros      | 1988 RT                  | 11 settembre 1988 | C. S. Shoemaker                                        |
| 4709 Ennomos        | 1988 TU2                 | 12 ottobre 1988   | C. S. Shoemaker                                        |
| 4710 Wade           | 1989 AX2                 | 4 gennaio 1989    | R. H. McNaught                                         |
| 4711 Kathy          | 1989 KD                  | 31 maggio 1989    | H. E. Holt                                             |
| 4712 Iwaizumi       | 1989 QE                  | 25 agosto 1989    | K. Endate, K. Watanabe                                 |
| 4713 Steel          | 1989 QL                  | 26 agosto 1989    | R. H. McNaught                                         |
| 4714 Toyohiro       | 1989 SH                  | 29 settembre 1989 | T. Fujii, K. Watanabe                                  |
| 4715 Medesicaste    | 1989 TS1                 | 9 ottobre 1989    | Y. Oshima                                              |
| 4716 Urey           | 1989 UL5                 | 30 ottobre 1989   | S. J. Bus                                              |
| 4717 Kaneko         | 1989 WX                  | 20 novembre 1989  | Y. Mizuno, T. Furuta                                   |
| 4718 Araki          | 1990 VP3                 | 13 novembre 1990  | T. Fujii, K. Watanabe                                  |
| 4719 Burnaby        | 1990 WT2                 | 21 novembre 1990  | S. Ueda, H. Kaneda                                     |
| 4720 Tottori        | 1990 YG                  | 19 dicembre 1990  | S. Ueda, H. Kaneda                                     |
| 4721 Atahualpa      | 4239 T-2                 | 29 settembre 1973 | C. J. van Houten, I. van Houten-Groeneveld, T. Gehrels |
| 4722 Agelaos        | 4271 T-3                 | 16 ottobre 1977   | C. J. van Houten, I. van Houten-Groeneveld, T. Gehrels |
| 4723 Wolfgangmattig | 1937 TB                  | 11 ottobre 1937   | K. Reinmuth                                            |
| 4724 Brocken        | 1961 BC                  | 18 gennaio 1961   | C. Hoffmeister, J. Schubart                            |
| 4725 Milone         | 1975 YE                  | 31 dicembre 1975  | Felix Aguilar Observatory                              |
| 4726 Federer        | 1976 SV10                | 25 settembre 1976 | Harvard Observatory                                    |
| 4727 Ravel          | 1979 UD1                 | 24 ottobre 1979   | F. Börngen                                             |
| 4728 Lyapidevskij   | 1979 VG                  | 11 novembre 1979  | N. S. Chernykh                                         |
| 4729 Mikhailmilʹ    | 1980 RO2                 | 8 settembre 1980  | L. V. Zhuravleva                                       |
| 4730 Xingmingzhou   | 1980 XZ                  | 7 dicembre 1980   | Purple Mountain Observatory                            |
| 4731 Monicagrady    | 1981 EE9                 | 1 marzo 1981      | S. J. Bus                                              |
| 4732 Froeschlé      | 1981 JG                  | 3 maggio 1981     | E. Bowell                                              |
| 4733 ORO            | 1982 HB2                 | 19 aprile 1982    | Oak Ridge Observatory                                  |
| 4734 Rameau         | 1982 UQ3                 | 19 ottobre 1982   | F. Börngen                                             |
| 4735 Gary           | 1983 AN                  | 9 gennaio 1983    | E. Bowell                                              |
| 4736 Johnwood       | 1983 AF2                 | 13 gennaio 1983   | C. S. Shoemaker                                        |
| 4737 Kiladze        | 1985 QO6                 | 24 agosto 1985    | N. S. Chernykh                                         |
| 4738 Jimihendrix    | 1985 RZ4                 | 15 settembre 1985 | D. B. Goldstein                                        |
| 4739 Tomahrens      | 1985 TH1                 | 15 ottobre 1985   | E. Bowell                                              |
| 4740 Veniamina      | 1985 UV4                 | 22 ottobre 1985   | L. V. Zhuravleva                                       |
| 4741 Leskov         | 1985 VP3                 | 10 novembre 1985  | L. G. Karachkina                                       |
| 4742 Caliumi        | 1986 WG                  | 26 novembre 1986  | Osservatorio San Vittore                               |
| 4743 Kikuchi        | 1988 DA                  | 16 febbraio 1988  | T. Fujii, K. Watanabe                                  |
| 4744 Rovereto       | 1988 RF5                 | 2 settembre 1988  | H. Debehogne                                           |
| 4745 Nancymarie     | 1989 NG1                 | 9 luglio 1989     | H. E. Holt                                             |
| 4746 Doi            | 1989 TP1                 | 9 ottobre 1989    | A. Takahashi, K. Watanabe                              |
| 4747 Jujo           | 1989 WB                  | 19 novembre 1989  | S. Ueda, H. Kaneda                                     |
| 4748 Tokiwagozen    | 1989 WV                  | 20 novembre 1989  | K. Suzuki, T. Urata                                    |
| 4749 Ledzeppelin    | 1989 WE1                 | 22 novembre 1989  | N. Kawasato                                            |
| 4750 Mukai          | 1990 XC1                 | 15 dicembre 1990  | T. Fujii, K. Watanabe                                  |
| 4751 Alicemanning   | 1991 BG                  | 17 gennaio 1991   | B. G. W. Manning                                       |
| 4752 Myron          | 1309 T-2                 | 29 settembre 1973 | C. J. van Houten, I. van Houten-Groeneveld, T. Gehrels |
| 4753 Phidias        | 4059 T-3                 | 16 ottobre 1977   | C. J. van Houten, I. van Houten-Groeneveld, T. Gehrels |
| 4754 Panthoos       | 5010 T-3                 | 16 ottobre 1977   | C. J. van Houten, I. van Houten-Groeneveld, T. Gehrels |
| 4755 Nicky          | 1931 TE4                 | 6 ottobre 1931    | C. W. Tombaugh                                         |
| 4756 Asaramas       | 1950 HJ                  | 21 aprile 1950    | La Plata Observatory                                   |
| 4757 Liselotte      | 1973 ST                  | 19 settembre 1973 | C. J. van Houten, I. van Houten-Groeneveld, T. Gehrels |
| 4758 Hermitage      | 1978 SN4                 | 27 settembre 1978 | L. I. Chernykh                                         |
| 4759 Åretta         | 1978 VG10                | 7 novembre 1978   | E. F. Helin, S. J. Bus                                 |
| 4760 Jia-xiang      | 1981 GN1                 | 1 aprile 1981     | Harvard Observatory                                    |
| 4761 Urrutia        | 1981 QC                  | 27 agosto 1981    | H.-E. Schuster                                         |
| 4762 Dobrynya       | 1982 SC6                 | 16 settembre 1982 | L. I. Chernykh                                         |
| 4763 Ride           | 1983 BM                  | 22 gennaio 1983   | E. Bowell                                              |
| 4764 Joneberhart    | 1983 CC                  | 11 febbraio 1983  | E. Bowell                                              |
| 4765 Wasserburg     | 1986 JN1                 | 5 maggio 1986     | C. S. Shoemaker                                        |
| 4766 Malin          | 1987 FF1                 | 28 marzo 1987     | E. F. Helin                                            |
| 4767 Sutoku         | 1987 GC                  | 4 aprile 1987     | T. Niijima, T. Urata                                   |
| 4768 Hartley        | 1988 PH1                 | 11 agosto 1988    | A. J. Noymer                                           |
| 4769 Castalia       | 1989 PB                  | 9 agosto 1989     | E. F. Helin                                            |
| 4770 Lane           | 1989 PC                  | 9 agosto 1989     | E. F. Helin                                            |
| 4771 Hayashi        | 1989 RM2                 | 7 settembre 1989  | M. Yanai, K. Watanabe                                  |
| 4772 Frankdrake     | 1989 VM                  | 2 novembre 1989   | T. Hioki, N. Kawasato                                  |
| 4773 Hayakawa       | 1989 WF                  | 17 novembre 1989  | K. Endate, K. Watanabe                                 |
| 4774 Hobetsu        | 1991 CV1                 | 14 febbraio 1991  | S. Ueda, H. Kaneda                                     |
| 4775 Hansen         | 1927 TC                  | 3 ottobre 1927    | M. F. Wolf                                             |
| 4776 Luyi           | 1975 VD                  | 3 novembre 1975   | Harvard Observatory                                    |
| 4777 Aksenov        | 1976 SM2                 | 24 settembre 1976 | N. S. Chernykh                                         |
| 4778 Fuss           | 1978 TV8                 | 9 ottobre 1978    | L. V. Zhuravleva                                       |
| 4779 Whitley        | 1978 XQ                  | 6 dicembre 1978   | E. Bowell, A. Warnock                                  |
| 4780 Polina         | 1979 HE5                 | 25 aprile 1979    | N. S. Chernykh                                         |
| 4781 Sládkovič      | 1980 TP                  | 3 ottobre 1980    | Z. Vávrová                                             |
| 4782 Gembloux       | 1980 TH3                 | 14 ottobre 1980   | H. Debehogne, L. Houziaux                              |
| 4783 Wasson         | 1983 AH1                 | 12 gennaio 1983   | C. S. Shoemaker                                        |
| 4784 Samcarin       | 1984 DF1                 | 28 febbraio 1984  | H. Debehogne                                           |
| 4785 Petrov         | 1984 YH1                 | 17 dicembre 1984  | L. G. Karachkina                                       |
| 4786 Tatianina      | 1985 PE2                 | 13 agosto 1985    | N. S. Chernykh                                         |
| 4787 Shulʹzhenko    | 1986 RC7                 | 6 settembre 1986  | L. V. Zhuravleva                                       |
| 4788 Simpson        | 1986 TL1                 | 4 ottobre 1986    | E. Bowell                                              |
| 4789 Sprattia       | 1987 UU2                 | 20 ottobre 1987   | D. D. Balam                                            |
| 4790 Petrpravec     | 1988 PP                  | 9 agosto 1988     | E. F. Helin                                            |
| 4791 Iphidamas      | 1988 PB1                 | 14 agosto 1988    | C. S. Shoemaker                                        |
| 4792 Lykaon         | 1988 RK1                 | 10 settembre 1988 | C. S. Shoemaker                                        |
| 4793 Slessor        | 1988 RR4                 | 1 settembre 1988  | H. Debehogne                                           |
| 4794 Bogard         | 1988 SO2                 | 16 settembre 1988 | S. J. Bus                                              |
| 4795 Kihara         | 1989 CB1                 | 7 febbraio 1989   | A. Takahashi, K. Watanabe                              |
| 4796 Lewis          | 1989 LU                  | 3 giugno 1989     | E. F. Helin                                            |
| 4797 Ako            | 1989 SJ                  | 30 settembre 1989 | T. Nomura, K. Kawanishi                                |
| 4798 Mercator       | 1989 SU1                 | 26 settembre 1989 | E. W. Elst                                             |
| 4799 Hirasawa       | 1989 TC1                 | 8 ottobre 1989    | Y. Mizuno, T. Furuta                                   |
| 4800 Veveri         | 1989 TG17                | 9 ottobre 1989    | H. Debehogne                                           |

## 4801-4900
| Nome                | Designazione provvisoria | Data di scoperta  | Scopritore                                             |
| ------------------- | ------------------------ | ----------------- | ------------------------------------------------------ |
| 4801 Ohře           | 1989 UR4                 | 22 ottobre 1989   | A. Mrkos                                               |
| 4802 Khatchaturian  | 1989 UA7                 | 23 ottobre 1989   | F. Börngen                                             |
| 4803 Birkle         | 1989 XA                  | 1 dicembre 1989   | J. M. Baur                                             |
| 4804 Pasteur        | 1989 XC1                 | 2 dicembre 1989   | E. W. Elst                                             |
| 4805 Asteropaios    | 1990 VH7                 | 13 novembre 1990  | C. S. Shoemaker                                        |
| 4806 Miho           | 1990 YJ                  | 22 dicembre 1990  | A. Natori, T. Urata                                    |
| 4807 Noboru         | 1991 AO                  | 10 gennaio 1991   | T. Kobayashi                                           |
| 4808 Ballaero       | 1925 BA                  | 21 gennaio 1925   | K. Reinmuth                                            |
| 4809 Robertball     | 1928 RB                  | 5 settembre 1928  | M. F. Wolf                                             |
| 4810 Ruslanova      | 1972 GL                  | 14 aprile 1972    | L. I. Chernykh                                         |
| 4811 Semashko       | 1973 SO3                 | 25 settembre 1973 | L. V. Zhuravleva                                       |
| 4812 Hakuhou        | 1977 DL3                 | 18 febbraio 1977  | H. Kosai, K. Hurukawa                                  |
| 4813 Terebizh       | 1977 RR7                 | 11 settembre 1977 | N. S. Chernykh                                         |
| 4814 Casacci        | 1978 RW                  | 1 settembre 1978  | N. S. Chernykh                                         |
| 4815 Anders         | 1981 EA28                | 2 marzo 1981      | S. J. Bus                                              |
| 4816 Connelly       | 1981 PK                  | 3 agosto 1981     | E. Bowell                                              |
| 4817 Gliba          | 1984 DC1                 | 27 febbraio 1984  | H. Debehogne                                           |
| 4818 Elgar          | 1984 EM                  | 1 marzo 1984      | E. Bowell                                              |
| 4819 Gifford        | 1985 KC                  | 24 maggio 1985    | A. C. Gilmore, P. M. Kilmartin                         |
| 4820 Fay            | 1985 RZ                  | 15 settembre 1985 | C. S. Shoemaker                                        |
| 4821 Bianucci       | 1986 EE5                 | 5 marzo 1986      | G. DeSanctis                                           |
| 4822 Karge          | 1986 TC1                 | 4 ottobre 1986    | E. Bowell                                              |
| 4823 Libenice       | 1986 TO3                 | 4 ottobre 1986    | A. Mrkos                                               |
| 4824 Stradonice     | 1986 WL1                 | 25 novembre 1986  | A. Mrkos                                               |
| 4825 Ventura        | 1988 CS2                 | 11 febbraio 1988  | E. W. Elst                                             |
| 4826 Wilhelms       | 1988 JO                  | 11 maggio 1988    | C. S. Shoemaker                                        |
| 4827 Dares          | 1988 QE                  | 17 agosto 1988    | C. S. Shoemaker                                        |
| 4828 Misenus        | 1988 RV                  | 11 settembre 1988 | C. S. Shoemaker                                        |
| 4829 Sergestus      | 1988 RM1                 | 10 settembre 1988 | C. S. Shoemaker                                        |
| 4830 Thomascooley   | 1988 RG4                 | 1 settembre 1988  | H. Debehogne                                           |
| 4831 Baldwin        | 1988 RX11                | 14 settembre 1988 | S. J. Bus                                              |
| 4832 Palinurus      | 1988 TU1                 | 12 ottobre 1988   | C. S. Shoemaker                                        |
| 4833 Meges          | 1989 AL2                 | 8 gennaio 1989    | C. S. Shoemaker                                        |
| 4834 Thoas          | 1989 AM2                 | 11 gennaio 1989   | C. S. Shoemaker                                        |
| 4835 Asaeus         | 1989 BQ                  | 29 gennaio 1989   | M. Iwamoto, T. Furuta                                  |
| 4836 Medon          | 1989 CK1                 | 2 febbraio 1989   | C. S. Shoemaker                                        |
| 4837 Bickerton      | 1989 ME                  | 30 giugno 1989    | A. C. Gilmore, P. M. Kilmartin                         |
| 4838 Billmclaughlin | 1989 NJ                  | 2 luglio 1989     | E. F. Helin                                            |
| 4839 Daisetsuzan    | 1989 QG                  | 25 agosto 1989    | K. Endate, K. Watanabe                                 |
| 4840 Otaynang       | 1989 UY                  | 23 ottobre 1989   | Y. Oshima                                              |
| 4841 Manjiro        | 1989 UO3                 | 28 ottobre 1989   | T. Seki                                                |
| 4842 Atsushi        | 1989 WK                  | 21 novembre 1989  | S. Ueda, H. Kaneda                                     |
| 4843 Mégantic       | 1990 DR4                 | 28 febbraio 1990  | H. Debehogne                                           |
| 4844 Matsuyama      | 1991 BA2                 | 23 gennaio 1991   | S. Ueda, H. Kaneda                                     |
| 4845 Tsubetsu       | 1991 EC1                 | 5 marzo 1991      | K. Endate, K. Watanabe                                 |
| 4846 Tuthmosis      | 6575 P-L                 | 24 settembre 1960 | C. J. van Houten, I. van Houten-Groeneveld, T. Gehrels |
| 4847 Amenhotep      | 6787 P-L                 | 24 settembre 1960 | C. J. van Houten, I. van Houten-Groeneveld, T. Gehrels |
| 4848 Tutenchamun    | 3233 T-2                 | 30 settembre 1973 | C. J. van Houten, I. van Houten-Groeneveld, T. Gehrels |
| 4849 Ardenne        | 1936 QV                  | 17 agosto 1936    | K. Reinmuth                                            |
| 4850 Palestrina     | 1973 UJ5                 | 27 ottobre 1973   | F. Börngen                                             |
| 4851 Vodopʹyanova   | 1976 US1                 | 26 ottobre 1976   | T. M. Smirnova                                         |
| 4852 Pamjones       | 1977 JD                  | 15 maggio 1977    | N. S. Chernykh                                         |
| 4853 Marielukac     | 1979 ML                  | 28 giugno 1979    | C. Torres                                              |
| 4854 Edscott        | 1981 ED27                | 2 marzo 1981      | S. J. Bus                                              |
| 4855 Tenpyou        | 1982 VM5                 | 14 novembre 1982  | H. Kosai, K. Hurukawa                                  |
| 4856 Seaborg        | 1983 LJ                  | 11 giugno 1983    | C. S. Shoemaker                                        |
| 4857 Altgamia       | 1984 FM                  | 29 marzo 1984     | C. S. Shoemaker                                        |
| 4858 Vorobjov       | 1985 UA                  | 23 ottobre 1985   | J. Gibson                                              |
| 4859 Fraknoi        | 1986 TJ2                 | 7 ottobre 1986    | E. Bowell                                              |
| 4860 Gubbio         | 1987 EP                  | 3 marzo 1987      | E. Bowell                                              |
| 4861 Nemirovskij    | 1987 QU10                | 27 agosto 1987    | L. G. Karachkina                                       |
| 4862 Loke           | 1987 SJ5                 | 30 settembre 1987 | P. Jensen                                              |
| 4863 Yasutani       | 1987 VH1                 | 13 novembre 1987  | S. Ueda, H. Kaneda                                     |
| 4864 Nimoy          | 1988 RA5                 | 2 settembre 1988  | H. Debehogne                                           |
| 4865 Sor            | 1988 UJ                  | 18 ottobre 1988   | T. Seki                                                |
| 4866 Badillo        | 1988 VB3                 | 10 novembre 1988  | T. Kojima                                              |
| 4867 Polites        | 1989 SZ                  | 27 settembre 1989 | C. S. Shoemaker                                        |
| 4868 Knushevia      | 1989 UN2                 | 27 ottobre 1989   | E. F. Helin                                            |
| 4869 Piotrovsky     | 1989 UE8                 | 26 ottobre 1989   | L. I. Chernykh                                         |
| 4870 Shcherbanʹ     | 1989 UK8                 | 25 ottobre 1989   | L. V. Zhuravleva                                       |
| 4871 Riverside      | 1989 WH1                 | 24 novembre 1989  | M. Koishikawa                                          |
| 4872 Grieg          | 1989 YH7                 | 25 dicembre 1989  | F. Börngen                                             |
| 4873 Fukaya         | 1990 EC                  | 4 marzo 1990      | A. Sugie                                               |
| 4874 Burke          | 1991 AW                  | 12 gennaio 1991   | E. F. Helin                                            |
| 4875 Ingalls        | 1991 DJ                  | 19 febbraio 1991  | Y. Kushida, R. Kushida                                 |
| 4876 Strabo         | 1133 T-2                 | 29 settembre 1973 | C. J. van Houten, I. van Houten-Groeneveld, T. Gehrels |
| 4877 Humboldt       | 5066 T-2                 | 25 settembre 1973 | C. J. van Houten, I. van Houten-Groeneveld, T. Gehrels |
| 4878 Gilhutton      | 1968 OF                  | 18 luglio 1968    | C. Torres, S. Cofré                                    |
| 4879 Zykina         | 1974 VG                  | 12 novembre 1974  | L. I. Chernykh                                         |
| 4880 Tovstonogov    | 1975 TR4                 | 14 ottobre 1975   | L. I. Chernykh                                         |
| 4881 Robmackintosh  | 1975 XJ                  | 1 dicembre 1975   | C. Torres                                              |
| 4882 Divari         | 1977 QU2                 | 21 agosto 1977    | N. S. Chernykh                                         |
| 4883 Korolirina     | 1978 RJ1                 | 5 settembre 1978  | N. S. Chernykh                                         |
| 4884 Bragaria       | 1979 OK15                | 21 luglio 1979    | N. S. Chernykh                                         |
| 4885 Grange         | 1980 LU                  | 10 giugno 1980    | C. S. Shoemaker                                        |
| 4886 Kojima         | 1981 EZ14                | 1 marzo 1981      | S. J. Bus                                              |
| 4887 Takihiroi      | 1981 EV26                | 2 marzo 1981      | S. J. Bus                                              |
| 4888 Doreen         | 1981 JX1                 | 5 maggio 1981     | C. S. Shoemaker                                        |
| 4889 Praetorius     | 1982 UW3                 | 19 ottobre 1982   | F. Börngen                                             |
| 4890 Shikanosima    | 1982 VE4                 | 14 novembre 1982  | H. Kosai, K. Hurukawa                                  |
| 4891 Blaga          | 1984 GR                  | 4 aprile 1984     | Bulgarian National Observatory                         |
| 4892 Chrispollas    | 1985 TV2                 | 11 ottobre 1985   | CERGA                                                  |
| 4893 Seitter        | 1986 PT4                 | 9 agosto 1986     | E. W. Elst, V. G. Ivanova                              |
| 4894 Ask            | 1986 RJ                  | 8 settembre 1986  | P. Jensen                                              |
| 4895 Embla          | 1986 TK4                 | 13 ottobre 1986   | P. Jensen                                              |
| 4896 Tomoegozen     | 1986 YA                  | 20 dicembre 1986  | T. Niijima, T. Urata                                   |
| 4897 Tomhamilton    | 1987 QD6                 | 22 agosto 1987    | E. F. Helin                                            |
| 4898 Nishiizumi     | 1988 FJ                  | 19 marzo 1988     | C. S. Shoemaker                                        |
| 4899 Candace        | 1988 JU                  | 9 maggio 1988     | C. S. Shoemaker, E. M. Shoemaker                       |
| 4900 Maymelou       | 1988 ME                  | 16 giugno 1988    | E. F. Helin                                            |

## 4901-5000
| Nome                | Designazione provvisoria | Data di scoperta  | Scopritore                                             |
| ------------------- | ------------------------ | ----------------- | ------------------------------------------------------ |
| 4901 Ó Briain       | 1988 VJ                  | 3 novembre 1988   | M. Arai, H. Mori                                       |
| 4902 Thessandrus    | 1989 AN2                 | 9 gennaio 1989    | C. S. Shoemaker                                        |
| 4903 Ichikawa       | 1989 UD                  | 20 ottobre 1989   | Y. Mizuno, T. Furuta                                   |
| 4904 Makio          | 1989 WZ                  | 21 novembre 1989  | Y. Mizuno, T. Furuta                                   |
| 4905 Hiromi         | 1991 JM1                 | 15 maggio 1991    | A. Takahashi, K. Watanabe                              |
| 4906 Seneferu       | 2533 P-L                 | 24 settembre 1960 | C. J. van Houten, I. van Houten-Groeneveld, T. Gehrels |
| 4907 Zoser          | 7618 P-L                 | 17 ottobre 1960   | C. J. van Houten, I. van Houten-Groeneveld, T. Gehrels |
| 4908 Ward           | 1933 SD                  | 17 settembre 1933 | F. Rigaux                                              |
| 4909 Couteau        | 1949 SA1                 | 28 settembre 1949 | M. Laugier                                             |
| 4910 Kawasato       | 1953 PR                  | 11 agosto 1953    | K. Reinmuth                                            |
| 4911 Rosenzweig     | 1953 UD                  | 16 ottobre 1953   | Università dell'Indiana                                |
| 4912 Emilhaury      | 1953 VX1                 | 11 novembre 1953  | Università dell'Indiana                                |
| 4913 Wangxuan       | 1965 SO                  | 20 settembre 1965 | Purple Mountain Observatory                            |
| 4914 Pardina        | 1969 GD                  | 9 aprile 1969     | Felix Aguilar Observatory                              |
| 4915 Solzhenitsyn   | 1969 TJ2                 | 8 ottobre 1969    | L. I. Chernykh                                         |
| 4916 Brumberg       | 1970 PS                  | 10 agosto 1970    | Osservatorio astrofisico della Crimea                  |
| 4917 Yurilvovia     | 1973 SC6                 | 28 settembre 1973 | Osservatorio Astrofisico di Crimea                     |
| 4918 Rostropovich   | 1974 QU1                 | 24 agosto 1974    | L. I. Chernykh                                         |
| 4919 Vishnevskaya   | 1974 SR1                 | 19 settembre 1974 | L. I. Chernykh                                         |
| 4920 Gromov         | 1978 PY2                 | 8 agosto 1978     | N. S. Chernykh                                         |
| 4921 Volonté        | 1980 SJ                  | 29 settembre 1980 | Z. Vávrová                                             |
| 4922 Leshin         | 1981 EH4                 | 2 marzo 1981      | S. J. Bus                                              |
| 4923 Clarke         | 1981 EO27                | 2 marzo 1981      | S. J. Bus                                              |
| 4924 Hiltner        | 1981 EQ40                | 2 marzo 1981      | S. J. Bus                                              |
| 4925 Zhoushan       | 1981 XH2                 | 3 dicembre 1981   | Purple Mountain Observatory                            |
| 4926 Smoktunovskij  | 1982 ST6                 | 16 settembre 1982 | L. I. Chernykh                                         |
| 4927 O'Connell      | 1982 UP2                 | 21 ottobre 1982   | Z. Vávrová                                             |
| 4928 Vermeer        | 1982 UG7                 | 21 ottobre 1982   | L. G. Karachkina                                       |
| 4929 Yamatai        | 1982 XV                  | 13 dicembre 1982  | H. Kosai, K. Hurukawa                                  |
| 4930 Rephiltim      | 1983 AO2                 | 10 gennaio 1983   | S. L. Salyards                                         |
| 4931 Tomsk          | 1983 CN3                 | 11 febbraio 1983  | H. Debehogne, G. DeSanctis                             |
| 4932 Texstapa       | 1984 EA1                 | 9 marzo 1984      | B. A. Skiff                                            |
| 4933 Tylerlinder    | 1984 EN1                 | 2 marzo 1984      | H. Debehogne                                           |
| 4934 Rhôneranger    | 1985 JJ                  | 15 maggio 1985    | E. Bowell                                              |
| 4935 Maslachkova    | 1985 PD2                 | 13 agosto 1985    | N. S. Chernykh                                         |
| 4936 Butakov        | 1985 UY4                 | 22 ottobre 1985   | L. V. Zhuravleva                                       |
| 4937 Lintott        | 1986 CL1                 | 1 febbraio 1986   | H. Debehogne                                           |
| 4938 Papadopoulos   | 1986 CQ1                 | 5 febbraio 1986   | H. Debehogne                                           |
| 4939 Scovil         | 1986 QL1                 | 27 agosto 1986    | H. Debehogne                                           |
| 4940 Polenov        | 1986 QY4                 | 18 agosto 1986    | L. G. Karachkina                                       |
| 4941 Yahagi         | 1986 UA                  | 25 ottobre 1986   | K. Suzuki, T. Urata                                    |
| 4942 Munroe         | 1987 DU6                 | 24 febbraio 1987  | H. Debehogne                                           |
| 4943 Lac d'Orient   | 1987 OQ                  | 27 luglio 1987    | E. W. Elst                                             |
| 4944 Kozlovskij     | 1987 RP3                 | 2 settembre 1987  | L. I. Chernykh                                         |
| 4945 Ikenozenni     | 1987 SJ                  | 18 settembre 1987 | K. Suzuki, T. Urata                                    |
| 4946 Askalaphus     | 1988 BW1                 | 21 gennaio 1988   | C. S. Shoemaker, E. M. Shoemaker                       |
| 4947 Ninkasi        | 1988 TJ1                 | 12 ottobre 1988   | C. S. Shoemaker                                        |
| 4948 Hideonishimura | 1988 VF1                 | 3 novembre 1988   | W. Kakei, M. Kizawa, T. Urata                          |
| 4949 Akasofu        | 1988 WE                  | 29 novembre 1988  | T. Kojima                                              |
| 4950 House          | 1988 XO1                 | 7 dicembre 1988   | E. F. Helin                                            |
| 4951 Iwamoto        | 1990 BM                  | 21 gennaio 1990   | Y. Mizuno, T. Furuta                                   |
| 4952 Kibeshigemaro  | 1990 FC1                 | 26 marzo 1990     | A. Sugie                                               |
| 4953 -              | 1990 MU                  | 23 giugno 1990    | R. H. McNaught                                         |
| 4954 Eric           | 1990 SQ                  | 23 settembre 1990 | B. Roman                                               |
| 4955 Gold           | 1990 SF2                 | 17 settembre 1990 | H. E. Holt                                             |
| 4956 Noymer         | 1990 VG1                 | 12 novembre 1990  | R. H. McNaught                                         |
| 4957 Brucemurray    | 1990 XJ                  | 15 dicembre 1990  | E. F. Helin                                            |
| 4958 Wellnitz       | 1991 NT1                 | 13 luglio 1991    | H. E. Holt                                             |
| 4959 Niinoama       | 1991 PA1                 | 15 agosto 1991    | A. Natori, T. Urata                                    |
| 4960 Mayo           | 4657 P-L                 | 24 settembre 1960 | C. J. van Houten, I. van Houten-Groeneveld, T. Gehrels |
| 4961 Timherder      | 1958 TH1                 | 8 ottobre 1958    | LONEOS                                                 |
| 4962 Vecherka       | 1973 TP                  | 1 ottobre 1973    | T. M. Smirnova                                         |
| 4963 Kanroku        | 1977 DR1                 | 18 febbraio 1977  | H. Kosai, K. Hurukawa                                  |
| 4964 Kourovka       | 1979 OD15                | 21 luglio 1979    | N. S. Chernykh                                         |
| 4965 Takeda         | 1981 EP28                | 6 marzo 1981      | S. J. Bus                                              |
| 4966 Edolsen        | 1981 EO34                | 2 marzo 1981      | S. J. Bus                                              |
| 4967 Glia           | 1983 CF1                 | 11 febbraio 1983  | N. G. Thomas                                           |
| 4968 Suzamur        | 1986 PQ                  | 1 agosto 1986     | E. F. Helin                                            |
| 4969 Lawrence       | 1986 TU                  | 4 ottobre 1986    | E. F. Helin                                            |
| 4970 Druyan         | 1988 VO2                 | 12 novembre 1988  | E. F. Helin                                            |
| 4971 Hoshinohiroba  | 1989 BY                  | 30 gennaio 1989   | T. Fujii, K. Watanabe                                  |
| 4972 Pachelbel      | 1989 UE7                 | 23 ottobre 1989   | F. Börngen                                             |
| 4973 Showa          | 1990 FT                  | 18 marzo 1990     | K. Endate, K. Watanabe                                 |
| 4974 Elford         | 1990 LA                  | 14 giugno 1990    | R. H. McNaught                                         |
| 4975 Dohmoto        | 1990 SZ1                 | 16 settembre 1990 | T. Fujii, K. Watanabe                                  |
| 4976 Choukyongchol  | 1991 PM                  | 9 agosto 1991     | K. Watanabe                                            |
| 4977 Rauthgundis    | 2018 P-L                 | 24 settembre 1960 | C. J. van Houten, I. van Houten-Groeneveld, T. Gehrels |
| 4978 Seitz          | 4069 T-2                 | 29 settembre 1973 | C. J. van Houten, I. van Houten-Groeneveld, T. Gehrels |
| 4979 Otawara        | 1949 PQ                  | 2 agosto 1949     | K. Reinmuth                                            |
| 4980 Magomaev       | 1974 SP1                 | 19 settembre 1974 | L. I. Chernykh                                         |
| 4981 Sinyavskaya    | 1974 VS                  | 12 novembre 1974  | L. I. Chernykh                                         |
| 4982 Bartini        | 1977 PE1                 | 14 agosto 1977    | N. S. Chernykh                                         |
| 4983 Schroeteria    | 1977 RD7                 | 11 settembre 1977 | N. S. Chernykh                                         |
| 4984 Patrickmiller  | 1978 VU10                | 7 novembre 1978   | E. F. Helin, S. J. Bus                                 |
| 4985 Fitzsimmons    | 1979 QK4                 | 23 agosto 1979    | C.-I. Lagerkvist                                       |
| 4986 Osipovia       | 1979 SL7                 | 23 settembre 1979 | N. S. Chernykh                                         |
| 4987 Flamsteed      | 1980 FH12                | 20 marzo 1980     | Perth Observatory                                      |
| 4988 Chushuho       | 1980 VU1                 | 6 novembre 1980   | Purple Mountain Observatory                            |
| 4989 Joegoldstein   | 1981 DX1                 | 28 febbraio 1981  | S. J. Bus                                              |
| 4990 Trombka        | 1981 ET26                | 2 marzo 1981      | S. J. Bus                                              |
| 4991 Hansuess       | 1981 EU29                | 1 marzo 1981      | S. J. Bus                                              |
| 4992 Kálmán         | 1982 UX10                | 25 ottobre 1982   | L. V. Zhuravleva                                       |
| 4993 Cossard        | 1983 GR                  | 11 aprile 1983    | H. Debehogne, G. DeSanctis                             |
| 4994 Kisala         | 1983 RK3                 | 1 settembre 1983  | H. Debehogne                                           |
| 4995 Griffin        | 1984 QR                  | 28 agosto 1984    | S. R. Swanson                                          |
| 4996 Veisberg       | 1986 PX5                 | 11 agosto 1986    | L. G. Karachkina                                       |
| 4997 Ksana          | 1986 TM                  | 6 ottobre 1986    | L. G. Karachkina                                       |
| 4998 Kabashima      | 1986 VG                  | 5 novembre 1986   | K. Suzuki, T. Urata                                    |
| 4999 MPC            | 1987 CJ                  | 2 febbraio 1987   | E. W. Elst                                             |
| 5000 IAU            | 1987 QN7                 | 23 agosto 1987    | E. F. Helin                                            |